# Premio Nebula per il miglior romanzo
Il premio Nebula per il miglior romanzo (Nebula Award for Best Novel) è un premio letterario assegnato dalla Science Fiction and Fantasy Writers of America a opere di fantascienza o fantasy di lunghezza superiore alle 40.000 parole.
Il premio viene consegnato con cadenza annuale dal 1966 durante il SFWA Nebula Conference. La classifica avviene tramite votazione di una giuria di esperti nel settore per opere pubblicate l'anno precedente l'edizione. Pur non avendo collegamenti con essi il premio Nebula viene influenzato dal premio Locus e a sua volta influenza sin dalla sua prima edizione la giuria del premio Hugo dando indicazioni circa le opere maggiormente meritorie da premiare.
Il primo a ricevere il premio è stato Frank Herbert, per la sua opera Dune, pubblicata nel 1965.
Nel corso dei 55 anni di edizione, 41 autori si sono aggiudicati il premio, 193 autori sono stati nominati per le loro opere, inclusi co-autori. Ursula K. Le Guin ha ricevuto il maggior numero di riconoscimenti con quattro vittorie su sei nomination. Joe Haldeman ha ricevuto tre premi su quattro nomination, mentre altri nove autori hanno vinto due volte. Jack McDevitt ha il maggior numero di nomination, con dodici nomine e una vittoria, mentre Poul Anderson e Philip K. Dick entrambi con cinque nomination, hanno il maggior numero di nomine senza vincere il premio.

## Regolamento
Il presidente della SFWA, in conformità con lo statuto e le procedure operative stabilite, nomina un commissario per la supervisione e l'amministrazione dei premi Nebula durante l'evento Nebula Awards® e per svolgere i compiti descritti nel regolamento e qualsiasi altra responsabilità correlata che potrebbe sorgere durante lo svolgimento di amministrazione. Durante il periodo di copertura del ruolo, nessuna opera del commissario può essere nominata o proposta, evitando così un conflitto di interessi.
Oltre al commissario il presidente nomina tre persone quali "Membri del Comitato Regole Premi degli SFWA". Compito del (SARC) è l'assicurarsi prima del ballottaggio finale dell'ammissibilità delle opere presentate, valutando che esse rispettino il regolamento, e rispettino la categoria nei quali sono presentati, queste si estendono oltre che ai premi Nebula ufficiali anche ai premi Ray Bradbury e Norton di quell'anno. Le opere giudicate inammissibili da parte del SARC vengono sottoposte al giudizio del consiglio di amministrazione per la deliberazione che, assieme a una relazione della Commissione per i premi Nebula (NAC), indica il motivo dei rigetti.
Il Commissario funge da segretario del SARC, ma non ha diritto di voto.
Il Consiglio di Amministrazione ha inoltre facoltà, a sua discrezione, di creare ulteriori categorie di premi che devono essere sottoposte al voto dai membri attivi e assoggettati al regolamento.
L'anno dei premi Nebula ha inizio il 1º gennaio e termine il 31 dicembre dell'anno per il quale verranno assegnati i premi.

## Vincitori e finalisti

### Anni 1966-1969
| Anno | Fotografia vincitori | Vincitori e nominati | Romanzo | Editore | Note 1 | Note 2   |
| ---- | --- | --- | --- | --- | --- | -------- |
| 1966 | | Frank Herbert | Dune | Chilton Company | [ N 1 ] | [ N 2 ]  |
| 1966 | Clifford D. Simak | Il villaggio dei fiori purpurei | Doubleday | [ N 3 ] | | [ N 2 ]  |
| 1966 | Theodore L. Thomas & Kate Wilhelm | Dalle fogne di Chicago | Berkley Books | [ N 4 ] | | [ N 2 ]  |
| 1966 | Philip K. Dick | Cronache del dopobomba | Ace Books | [ N 5 ] | | [ N 2 ]  |
| 1966 | Philip K. Dick | Le tre stimmate di Palmer Eldritch | Doubleday | [ N 6 ] | | [ N 2 ]  |
| 1966 | James White | Partenza da zero | Ace Books | [ N 7 ] | | [ N 2 ]  |
| 1966 | Thomas M. Disch | Gomorra e dintorni | Berkley Books | [ N 8 ] | | [ N 2 ]  |
| 1966 | William S. Burroughs | Nova Express | Grove Press | [ N 9 ] | | [ N 2 ]  |
| 1966 | Keith Laumer | Agente 064: operazione demoni | Berkley Books | [ N 10 ] | | [ N 2 ]  |
| 1966 | Avram Davidson | Rogue Dragon | Ace Books | [ N 11 ] | | [ N 2 ]  |
| 1966 | G. C. Edmondson | The Ship That Sailed the Time Stream | Ace Books | [ N 12 ] | | [ N 2 ]  |
| 1966 | Poul Anderson | La volpe delle stelle | Doubleday | [ N 13 ] | | [ N 2 ]  |
| 1966 | * Cerimoniere: Presentazione tenutasi presso: Est – Overseas Press Club, New York, New York 11 marzo 1966 Ovest – McHenry’s Tail O’ the Cock in Beverly Hills, California 11 marzo 1966                                                    | * Cerimoniere: Presentazione tenutasi presso: Est – Overseas Press Club, New York, New York 11 marzo 1966 Ovest – McHenry’s Tail O’ the Cock in Beverly Hills, California 11 marzo 1966                                                    | * Cerimoniere: Presentazione tenutasi presso: Est – Overseas Press Club, New York, New York 11 marzo 1966 Ovest – McHenry’s Tail O’ the Cock in Beverly Hills, California 11 marzo 1966                                                    | * Cerimoniere: Presentazione tenutasi presso: Est – Overseas Press Club, New York, New York 11 marzo 1966 Ovest – McHenry’s Tail O’ the Cock in Beverly Hills, California 11 marzo 1966                                                    | * Cerimoniere: Presentazione tenutasi presso: Est – Overseas Press Club, New York, New York 11 marzo 1966 Ovest – McHenry’s Tail O’ the Cock in Beverly Hills, California 11 marzo 1966                                                    | [ 48 ]   |
| 1967 | | Samuel R. Delany (ex aequo) | Babel 17 | Ace Books | [ N 14 ] | [ N 15 ] |
| 1967 | Daniel Keyes (ex aequo) | Fiori per Algernon | Harcourt | [ N 16 ] | | [ N 15 ] |
| 1967 | Robert A. Heinlein | La Luna è una severa maestra | G. P. Putnam's Sons | [ N 17 ] | | [ N 15 ] |
| 1967 | * Cerimoniere Presentazione tenutasi presso: Est – Les Champs, New York, New York 25 marzo 1967 Ovest – McHenry’s Tail O’ the Cock in Beverly Hills, California 25 marzo 1967                                                              | * Cerimoniere Presentazione tenutasi presso: Est – Les Champs, New York, New York 25 marzo 1967 Ovest – McHenry’s Tail O’ the Cock in Beverly Hills, California 25 marzo 1967                                                              | * Cerimoniere Presentazione tenutasi presso: Est – Les Champs, New York, New York 25 marzo 1967 Ovest – McHenry’s Tail O’ the Cock in Beverly Hills, California 25 marzo 1967                                                              | * Cerimoniere Presentazione tenutasi presso: Est – Les Champs, New York, New York 25 marzo 1967 Ovest – McHenry’s Tail O’ the Cock in Beverly Hills, California 25 marzo 1967                                                              | * Cerimoniere Presentazione tenutasi presso: Est – Les Champs, New York, New York 25 marzo 1967 Ovest – McHenry’s Tail O’ the Cock in Beverly Hills, California 25 marzo 1967                                                              | [ 73 ]   |
| 1968 | | Samuel R. Delany | Einstein perduto | Ace Books | [ N 18 ] | [ N 19 ] |
| 1968 | Piers Anthony | Chthon | Ballantine Books | [ N 20 ] | | [ N 19 ] |
| 1968 | Hayden Howard | Sexinvasione | Ballantine Books | [ N 21 ] | | [ N 19 ] |
| 1968 | Roger Zelazny | Signore della luce | Doubleday | [ N 22 ] | | [ N 19 ] |
| 1968 | Robert Silverberg | Brivido crudele | Ballantine Books | [ N 23 ] | | [ N 19 ] |
| 1968 | * Cerimoniere: Anthony Boucher, Keith Laumer Presentazione tenutasi presso: Est – Les Champs, New York, New York 16 marzo 1968 Ovest – Hotel Claremont, Berkeley, California 16 marzo 1968                                                 | * Cerimoniere: Anthony Boucher, Keith Laumer Presentazione tenutasi presso: Est – Les Champs, New York, New York 16 marzo 1968 Ovest – Hotel Claremont, Berkeley, California 16 marzo 1968                                                 | * Cerimoniere: Anthony Boucher, Keith Laumer Presentazione tenutasi presso: Est – Les Champs, New York, New York 16 marzo 1968 Ovest – Hotel Claremont, Berkeley, California 16 marzo 1968                                                 | * Cerimoniere: Anthony Boucher, Keith Laumer Presentazione tenutasi presso: Est – Les Champs, New York, New York 16 marzo 1968 Ovest – Hotel Claremont, Berkeley, California 16 marzo 1968                                                 | * Cerimoniere: Anthony Boucher, Keith Laumer Presentazione tenutasi presso: Est – Les Champs, New York, New York 16 marzo 1968 Ovest – Hotel Claremont, Berkeley, California 16 marzo 1968                                                 | [ 105 ]  |
| 1969 | | Alexei Panshin | Rito di passaggio | Ace Books | [ N 24 ] | [ N 25 ] |
| 1969 | James Blish | Pasqua nera | Doubleday | [ N 26 ] | | [ N 25 ] |
| 1969 | Philip K. Dick | Il cacciatore di androidi | Doubleday | [ N 27 ] | | [ N 25 ] |
| 1969 | Robert Silverberg | Le maschere del tempo | Ballantine Books | [ N 28 ] | | [ N 25 ] |
| 1969 | R. A. Lafferty | Maestro del passato | Ace Books | | | [ N 25 ] |
| 1969 | Joanna Russ | Picnic su Paradiso | Ace Books | | | [ N 25 ] |
| 1969 | John Brunner | Tutti a Zanzibar | Doubleday | | | [ N 25 ] |
| 1969 | * Cerimoniere: Presentazione tenutasi presso: Est – Les Champs, New York, New York 15 marzo 1969 Ovest – Club 33, Disneyland, USA, Anaheim, California 15 marzo 1969 Sud – Fontainebleau Motor Hotel, New Orleans, Louisiana 14 marzo 1969 | * Cerimoniere: Presentazione tenutasi presso: Est – Les Champs, New York, New York 15 marzo 1969 Ovest – Club 33, Disneyland, USA, Anaheim, California 15 marzo 1969 Sud – Fontainebleau Motor Hotel, New Orleans, Louisiana 14 marzo 1969 | * Cerimoniere: Presentazione tenutasi presso: Est – Les Champs, New York, New York 15 marzo 1969 Ovest – Club 33, Disneyland, USA, Anaheim, California 15 marzo 1969 Sud – Fontainebleau Motor Hotel, New Orleans, Louisiana 14 marzo 1969 | * Cerimoniere: Presentazione tenutasi presso: Est – Les Champs, New York, New York 15 marzo 1969 Ovest – Club 33, Disneyland, USA, Anaheim, California 15 marzo 1969 Sud – Fontainebleau Motor Hotel, New Orleans, Louisiana 14 marzo 1969 | * Cerimoniere: Presentazione tenutasi presso: Est – Les Champs, New York, New York 15 marzo 1969 Ovest – Club 33, Disneyland, USA, Anaheim, California 15 marzo 1969 Sud – Fontainebleau Motor Hotel, New Orleans, Louisiana 14 marzo 1969 | [ 138 ]  |

### Anni 1970-1979
Nebula Conference 1970: Con 125 persone presenti e Isaac Asimov in qualità di cerimoniere. Durante la serata, Judy-Lynn Benjamin, moglie di Lester del Rey ha parlato delle difficoltà di lavorare con Harlan Ellison mentre un discorso chiave è stato tenuto da Carl Sagan, concentrando la sua attenzione su Marte. L'evento si è limitato al banchetto e alla cerimonia di premiazione, dove Gordon Dickson ha presentato i quattro vincitori con i rispettivi premi, oltre a targhe presentate agli editori delle opere. Come era tipico dell'epoca, la stessa sera sulla costa occidentale si tenne un banchetto separato per gli autori che non potevano partecipare al banchetto di New York.
| Anno | Fotografia vincitori | Vincitori e nominati | Romanzo | Note     |
| --- | --- | --- | --- | -------- |
| 1970 | | Ursula K. Le Guin | La mano sinistra delle tenebre | [ N 29 ] |
| 1970 | Norman Spinrad | Jack Barron e l'eternità | | [ N 29 ] |
| 1970 | Roger Zelazny | Metamorfosi cosmica | | [ N 29 ] |
| 1970 | John Brunner | L'orbita spezzata | | [ N 29 ] |
| 1970 | Kurt Vonnegut | Mattatoio n. 5 | | [ N 29 ] |
| 1970 | Robert Silverberg | Il paradosso del passato | | [ N 29 ] |
| * Cerimoniere : Isaac Asimov Presentazione tenutasi presso: Est – Les Champs, New York, New York 14 marzo 1970 Ovest – Hotel Claremont, Berkeley, California 14 marzo 1970 La consegna dei Premi Nebula si è svolta nel ristorante Les Champs di New York | * Cerimoniere : Isaac Asimov Presentazione tenutasi presso: Est – Les Champs, New York, New York 14 marzo 1970 Ovest – Hotel Claremont, Berkeley, California 14 marzo 1970 La consegna dei Premi Nebula si è svolta nel ristorante Les Champs di New York | * Cerimoniere : Isaac Asimov Presentazione tenutasi presso: Est – Les Champs, New York, New York 14 marzo 1970 Ovest – Hotel Claremont, Berkeley, California 14 marzo 1970 La consegna dei Premi Nebula si è svolta nel ristorante Les Champs di New York | * Cerimoniere : Isaac Asimov Presentazione tenutasi presso: Est – Les Champs, New York, New York 14 marzo 1970 Ovest – Hotel Claremont, Berkeley, California 14 marzo 1970 La consegna dei Premi Nebula si è svolta nel ristorante Les Champs di New York | [ 139 ]  |

Nebula Conference 1971: Il 1971 ha visto tre ricevimenti, tenuti tutti la sera del 3 aprile per la presentazione dei premi Nebula.
Il ricevimento di New York, di maggior rilevanza, contava un totale di 110 presenti, in calo rispetto all'anno precedente. Tra i presenti Lester del Rey ha intrattenuto gli ospiti fornendo uno sguardo satirico sui problemi di SFWA, anche se il risultato è stato di un fallimentare umorismo mentre il discorso è suonato come una predica. In seguito Marvin Minsky ha intrattenuto con un discorso chiave sull'intelligenza artificiale mentre Isaac Asimov come l'anno precedente ha annunciato i vincitori.
Degna di nota l'annuncio di Asimov della vittoria di Gene Wolfe per l'opera "L'isola del dott. Morte", sebbene il giorno precedente un comunicato stampa annunciava che non ci sarebbero stati vincitori per il Premio Nebula per il miglior racconto breve. Wolfe avrebbe vinto il premio per il medesimo romanzo tre anni più tardi, nel 1973, anche se in un'altra categoria, ovvero il Premio Nebula per il miglior romanzo breve.
A New Orleans hanno preso parte 30 persone, con Joe Green come cerimoniere. Jerry Page ha tenuto un interessante discorso sull'importanza delle riviste fantasy, anche se la serata è stata smorzata dall'annuncio di ritiro del premio per il miglior racconto breve, vanificando la speranza di R. A. Lafferty, unico candidato presente all'evento, e come Wolfe in lizza per il premio.
All'Hotel Claremont di San Francisco, nella costa occidentale 68 invitati sono stati ospitati da Gregory Benford e Alva Rogers. A differenza delle presentazioni di New York e New Orleans, prima della cena i presenti hanno potuto di ascoltare una serie di interventi tra i quali una recensione di mercato e la visione di Richard Lupoff, Chelsea Quinn Yarbro e Joe Goerscosa sugli SFWA.
Questo evento ha anche ospitato un incontro aziendale SFWA con Avram Davidson, particolarmente rilevante il discorso di George Clayton Robert sull'interfaccia tra presente e futuro. Erano presenti i vincitori Larry Niven e Fritz Leiber, mentre Forrest J. Ackerman ha ritirato il premio per conto di Theodore Sturgeon, anche se lo scrittore apparve prima della fine della serata.
| Anno | Fotografia vincitori | Vincitori e nominati | Romanzo | Note     |
| ---- | --- | --- | --- | -------- |
| 1971 | | Larry Niven | Burattinai nel cosmo | [ N 30 ] |
| 1971 | Joanna Russ | And Chaos Died | | [ N 30 ] |
| 1971 | R. A. Lafferty | Quarta fase | | [ N 30 ] |
| 1971 | D. G. Compton | The Steel Crocodile | | [ N 30 ] |
| 1971 | Robert Silverberg | Torre di cristallo | | [ N 30 ] |
| 1971 | Wilson Tucker | L'anno del sole quieto | | [ N 30 ] |
| 1971 | * Cerimoniere: Joseph Green, Alva Rogers, Gregory Benford, Joe Green, Lester del Rey Presentazione tenutasi presso: Est – Les Champs, New York, New York 3 aprile 1971 Ovest – Hotel Claremont, Berkeley, California 3 aprile 1971 Sud – Bourbon Orleans Hotel, New Orleans, Louisiana 3 aprile 1971 | * Cerimoniere: Joseph Green, Alva Rogers, Gregory Benford, Joe Green, Lester del Rey Presentazione tenutasi presso: Est – Les Champs, New York, New York 3 aprile 1971 Ovest – Hotel Claremont, Berkeley, California 3 aprile 1971 Sud – Bourbon Orleans Hotel, New Orleans, Louisiana 3 aprile 1971 | * Cerimoniere: Joseph Green, Alva Rogers, Gregory Benford, Joe Green, Lester del Rey Presentazione tenutasi presso: Est – Les Champs, New York, New York 3 aprile 1971 Ovest – Hotel Claremont, Berkeley, California 3 aprile 1971 Sud – Bourbon Orleans Hotel, New Orleans, Louisiana 3 aprile 1971 | [ 143 ]  |

Nebula Conference 1972: Il cerimoniale si è tenuto sabato mattina presso il New York Hilton, seguito da diversi interventi, tra i principali intrattenitori con argomenti a tema, Arthur C. Clarke e Isaac Asimov, Il rinfresco è stato tenuto a Les Champs.
| Anno | Fotografia vincitori | Vincitori e nominati | Romanzo | Note     |
| ---- | --- | --- | --- | -------- |
| 1972 | | Robert Silverberg | Il tempo delle metamorfosi | [ N 31 ] |
| 1972 | Poul Anderson | Il vagabondo degli spazi | | [ N 31 ] |
| 1972 | R. A. Lafferty | Il diavolo è morto | | [ N 31 ] |
| 1972 | T. J. Bass | Half Human | | [ N 31 ] |
| 1972 | Ursula K. Le Guin | La falce nei cieli | | [ N 31 ] |
| 1972 | Kate Wilhelm | MArgaret e io | | [ N 31 ] |
| 1972 | * Cerimoniere: Harlan Ellison Presentazione tenutasi presso: Est – New York Hilton, New York, New York 29 aprile 1972 Ovest – Airport-Marina Hotel, Los Angeles, California 29 aprile 1972 Sud – Le Pavilion Hotel, New Orleans, Louisiana 29 aprile 1972. | * Cerimoniere: Harlan Ellison Presentazione tenutasi presso: Est – New York Hilton, New York, New York 29 aprile 1972 Ovest – Airport-Marina Hotel, Los Angeles, California 29 aprile 1972 Sud – Le Pavilion Hotel, New Orleans, Louisiana 29 aprile 1972. | * Cerimoniere: Harlan Ellison Presentazione tenutasi presso: Est – New York Hilton, New York, New York 29 aprile 1972 Ovest – Airport-Marina Hotel, Los Angeles, California 29 aprile 1972 Sud – Le Pavilion Hotel, New Orleans, Louisiana 29 aprile 1972. | [ 147 ]  |

Nebula Conference 1973: Il cerimoniale è iniziato a mezzogiorno e in seguito una libera uscita nel quartiere francese prima della riconvocazione per il rinfresco e la distribuzione dei premi. Lloyd Biggle ha tenuto un discorso nel quale ha messo in guardia contro l'incombente interesse accademico nella fantascienza. Damon Knight si è fatto portavoce di alcune personalità non presenti alla cerimonia, accettando i premi per conto di autori i cui lavori erano stati pubblicati sulle serie di antologie Orbit
| Anno | Fotografia vincitori | Vincitori e nominati | Romanzo | Note     |
| ---- | --- | --- | --- | -------- |
| 1973 | | Isaac Asimov | Neanche gli dei | [ N 32 ] |
| 1973 | Robert Silverberg | Vacanze nel deserto | | [ N 32 ] |
| 1973 | Robert Silverberg | Morire dentro | | [ N 32 ] |
| 1973 | Norman Spinrad | Il signore della svastica | | [ N 32 ] |
| 1973 | John Brunner | Il gregge alza la testa | | [ N 32 ] |
| 1973 | George Alec Effinger | What Entropy Means to Me | | [ N 32 ] |
| 1973 | David Gerrold | La macchina di D.I.O. | | [ N 32 ] |
| 1973 | * Cerimoniere: Presentazione tenutasi presso: Est – Sheraton McAlpin Hotel, New York, New York 28 aprile 1973 Ovest – Claremont Hotel, Berkeley, California 28 aprile 1973 Sud – Le Pavilion Hotel, New Orleans, Louisiana 28 aprile 1973 | * Cerimoniere: Presentazione tenutasi presso: Est – Sheraton McAlpin Hotel, New York, New York 28 aprile 1973 Ovest – Claremont Hotel, Berkeley, California 28 aprile 1973 Sud – Le Pavilion Hotel, New Orleans, Louisiana 28 aprile 1973 | * Cerimoniere: Presentazione tenutasi presso: Est – Sheraton McAlpin Hotel, New York, New York 28 aprile 1973 Ovest – Claremont Hotel, Berkeley, California 28 aprile 1973 Sud – Le Pavilion Hotel, New Orleans, Louisiana 28 aprile 1973 | [ 151 ]  |

Nebula Conference 1974: Nella giornata di mercoledì 24 aprile, è stato organizzato un tour presso la Edwards Air Force Base mentre il giorno seguente un ulteriore tour presso la Rockwell International che prevedeva la visualizzazione di uno space shuttle a grandezza naturale. Il venerdì si è tenuta una conferenza di tre ore su varie tematiche relative alla fantascienza nel quale si sono susseguiti interventi a rotazione.
La sera si è tenuta una festa presso la casa di Forrest J. Ackerman. La conferenza si è tenuta sabato mattina, seguito dalla presentazione degli editori, una presentazione di Bruce Murray e Robert L. Forward un discorso di Harlan Ellison e infine un'argomentazione sostenuta da Alfred Worden e Edgar Mitchell.
Worden, Murray e Mitchell si sono alternati a intrattenere i presenti durante il rinfresco. Arthur C. Clarke, vincitore con Incontro con Rama, non fu in grado di partecipare, così Robert A. Heinlein fece firmare a tutti i presenti una copia del libro per poi spedirlo a Clarke.
Una festa ufficiosa si è tenuta sulla costa orientale presso l'hotel Algonquin.
Il 1974 ha visto l'introduzione del premio Nebula per la miglior sceneggiatura. L'idea che ha portato all'introduzione di un nuovo premio da parte della SFWA era rivolta a onorare presentazioni drammatiche come film o programmi televisivi. Alcuni membri ritenevano che la SFWA avrebbe dovuto offrire la possibilità di ottenere premi solo alle opere in prosa, mentre altri pensavano che se altri scrittori potevano unirsi a SFWA sulla base di crediti cinematografici e televisivi, allora i premi avrebbero dovuto riflettere anche questi tipi di opere. Entrambe le parti furono molto esplicite nelle loro preferenze, portando ad un dibattito aspro.
Il Premio Nebula per la miglior sceneggiatura è stato assegnato nel 1974, 1975 e 1977 sotto il nome "miglior presentazione drammatica", mentre nel 1976 sotto il nome di "'miglior sceneggiatura drammatica".
| Anno | Fotografia vincitori | Vincitori e nominati | Romanzo | Note     |
| ---- | --- | --- | --- | -------- |
| 1974 | | Arthur C. Clarke | Incontro con Rama | [ N 33 ] |
| 1974 | Thomas Pynchon | L'arcobaleno della gravità | | [ N 33 ] |
| 1974 | David Gerrold | ...per proteggere l'uomo dal male | | [ N 33 ] |
| 1974 | Poul Anderson | Il popolo del vento | | [ N 33 ] |
| 1974 | Robert A. Heinlein | Lazarus Long, l'immortale | | [ N 33 ] |
| 1974 | * Cerimoniere: Robert Bloch Presentazione tenutasi presso: Est - Algonquin Hotel, New York, New York, 27 aprile 1974 Ovest - Century Plaza Hotel, Hollywood, CA, 27 aprile 1974 | * Cerimoniere: Robert Bloch Presentazione tenutasi presso: Est - Algonquin Hotel, New York, New York, 27 aprile 1974 Ovest - Century Plaza Hotel, Hollywood, CA, 27 aprile 1974 | * Cerimoniere: Robert Bloch Presentazione tenutasi presso: Est - Algonquin Hotel, New York, New York, 27 aprile 1974 Ovest - Century Plaza Hotel, Hollywood, CA, 27 aprile 1974 | [ 157 ]  |

Nebula Conference 1975: La conferenza di New York si apre con una giornata di dibattito che ha richiamato circa 100 persone. Un altro centinaio prende parte al rinfresco, nel quale Spider Robinson si esibisce con un intro musicale di 20 minuti prima del discorso di apertura di Frederik Pohl, a sua volta seguito dal discorso principale tenuto da Damon Knight incentrato sulla storia e i successi di SFWA.
Oltre ai quattro riconoscimenti tradizionali, e al nuovo premio introdotto l'anno precedente nell'ambito dei premi cinematografici, viene presentato il primo premio alla carriera, il Premio Grand Master consegnato da Tom Scortia a Robert A. Heinlein.
I vincitori dei quattro premi tradizionali, Ursula K. Le Guin, Robert Silverberg, Gordon Eklund e Gregory Benford figuravano tra le 54 persone che partecipavano al rinfresco della West Coast, dove gli ospiti seguivano le argomentazioni di Robert W. Bussard. I nomi dei vincitori al rinfresco sono stati scritti su palloncini che sono stati fatti volare per rivelare il nome al momento di apertura della busta.
| Anno | Fotografia vincitori                                                                                            | Vincitori e nominati                                                                                            | Romanzo | Note     |
| ---- | --- | --- | --- | -------- |
| 1975 | | Ursula K. Le Guin                                                                                               | I reietti dell'altro pianeta                                                                                    | [ N 34 ] |
| 1975 | Thomas M. Disch                                                                                                 | 334 | | [ N 34 ] |
| 1975 | Philip K. Dick                                                                                                  | Scorrete lacrime, disse il poliziotto                                                                           | | [ N 34 ] |
| 1975 | T. J. Bass | The Godwhale | | [ N 34 ] |
| 1975 | * Cerimoniere: Presentazione tenutasi presso: Est - Warwick Hotel, New York, New York, 26 aprile 1975 Ovest - ? | * Cerimoniere: Presentazione tenutasi presso: Est - Warwick Hotel, New York, New York, 26 aprile 1975 Ovest - ? | * Cerimoniere: Presentazione tenutasi presso: Est - Warwick Hotel, New York, New York, 26 aprile 1975 Ovest - ? | [ 160 ]  |

Nebula Conference 1976: L'evento annuale si è tenuto presso il Century Plaza Hotel per una durata di due giorni, alla conferenza hanno preso parte circa 140 persone. George Pal ha argomentato sulle tematiche principali affrontate dal convegno, parlando dei suoi primi film di fantascienza, tra cui Uomini sulla Luna (Destination Moon, 1950), Them e altri. Ulteriori discorsi hanno intrattenuto i presenti dopo il rinfresco da parte di Laurence J. Peter, autore di Principio di Peter e John McCarthy sull'intelligenza artificiale. I presentatori non erano a conoscenza di venire selezionati per dichiarare i vincitori, pertanto furono sorpresi quanto questi ultimi.
| Anno | Fotografia vincitori                                                                                                  | Vincitori e nominati                                                                                                  | Romanzo | Note     |
| ---- | --- | --- | --- | -------- |
| 1976 | | Joe Haldeman | Guerra eterna | [ N 35 ] |
| 1976 | Arthur Byron | Autumn Angels | | [ N 35 ] |
| 1976 | Tanith Lee | Nata dal vulcano | | [ N 35 ] |
| 1976 | Alfred Bester | Connessione computer                                                                                                  | | [ N 35 ] |
| 1976 | Samuel R. Delany | Dhalgren | | [ N 35 ] |
| 1976 | Roger Zelazny | Le rocce dell'Impero                                                                                                  | | [ N 35 ] |
| 1976 | Ian Watson | Il grande anello | | [ N 35 ] |
| 1976 | Vonda N. McIntyre | The Exile Waiting | | [ N 35 ] |
| 1976 | Joanna Russ | Female Man | | [ N 35 ] |
| 1976 | Michael Bishop | Occhi di fuoco | | [ N 35 ] |
| 1976 | Barry N. Malzberg | Guernica Night | | [ N 35 ] |
| 1976 | Marion Zimmer Bradley                                                                                                 | L'erede di Hastur | | [ N 35 ] |
| 1976 | Italo Calvino | Le città invisibili                                                                                                   | | [ N 35 ] |
| 1976 | Poul Anderson | Tempesta di mezza estate                                                                                              | | [ N 35 ] |
| 1976 | Katherine Maclean | L'uomo disperso | | [ N 35 ] |
| 1976 | Larry Niven & Jerry Pournelle                                                                                         | La strada delle stelle                                                                                                | | [ N 35 ] |
| 1976 | E. L. Doctorow | Ragtime | | [ N 35 ] |
| 1976 | Robert Silverberg | L'uomo stocastico | | [ N 35 ] |
| 1976 | * Cerimoniere: Terry Carr Presentazione tenutasi presso: Century Plaza Hotel, Los Angeles, California, 10 aprile 1976 | * Cerimoniere: Terry Carr Presentazione tenutasi presso: Century Plaza Hotel, Los Angeles, California, 10 aprile 1976 | * Cerimoniere: Terry Carr Presentazione tenutasi presso: Century Plaza Hotel, Los Angeles, California, 10 aprile 1976 | [ 164 ]  |

Nebula Conference 1977: Prima della cena una serie conferenze non presidiate tratta il tema della fantascienza internazionale, Harlan Ellison ha tenuto una discussione contro la decisione di eliminare il premio Nebula per la migliore sceneggiatura drammatica, dopo soli tre anni dalla creazione del premio, terminando con le sue dimissioni dalla SFWA in segno di protesta, l'abolizione della categoria era stata annunciata solo durante la conferenza che si era svolta il giorno dopo gli scrutini. Circa duecento persone hanno partecipato all'cocktail hour e alla cena, Asimov in qualità di cerimoniere ha introdotto il discorso oratorio di Clifford D. Simak. A New York viene tenuta la cena non ufficiale della West Coast, in questa occasione tenutasi sulla nave America nella Baia di San Francisco con circa 50 ospiti. La serata è stata portata avanti dai gemelli Benford e il discorso principale è stato tenuto da Clayton Bailey, curatore del World Kaolithic Museum, al suo primo anniversario.
| Anno | Fotografia vincitori | Vincitori e nominati | Romanzo | Note     |
| ---- | --- | --- | --- | -------- |
| 1977 | | Frederik Pohl | Uomo più | [ N 36 ] |
| 1977 | Larry Niven & Jerry Pournelle | Questo è l'Inferno | | [ N 36 ] |
| 1977 | Marta Randall | Islands | | [ N 36 ] |
| 1977 | Robert Silverberg | Shadrach nella fornace | | [ N 36 ] |
| 1977 | Samuel R. Delany | Triton | | [ N 36 ] |
| 1977 | Kate Wilhelm | Gli eredi della Terra | | [ N 36 ] |
| 1977 | * Cerimoniere: Jim Benford, Gregory Benford, Isaac Asimov Presentazione tenutasi presso: Est - Warwick Hotel, New York, New York, 30 aprile 1977 Ovest - America, San Francisco Bay, California, 30 aprile 1977 | * Cerimoniere: Jim Benford, Gregory Benford, Isaac Asimov Presentazione tenutasi presso: Est - Warwick Hotel, New York, New York, 30 aprile 1977 Ovest - America, San Francisco Bay, California, 30 aprile 1977 | * Cerimoniere: Jim Benford, Gregory Benford, Isaac Asimov Presentazione tenutasi presso: Est - Warwick Hotel, New York, New York, 30 aprile 1977 Ovest - America, San Francisco Bay, California, 30 aprile 1977 | [ 168 ]  |

Nebula Conference 1978: Preceduto da un paio di feste serali nelle notti di giovedì e venerdì, l'evento ufficiale del 1978 è iniziato con il convegno di sabato mattina, il pomeriggio è stato riempito di argomentazioni, domande e risposte sugli aspetti tecnici del business dell'editoria, la cena che visto coinvolte 160 persone è stata ospitata da Robert Silverberg, il fumettista B. Kliban ha intrattenuto i presenti, seguito da William J. Kaufmann con un tema incentrato sui buchi neri. Dal momento che l'evento ufficiale è stato ospitato a San Francisco, a New York si è tenuto un banchetto non ufficiale presso l'American Hotel, dove erano presenti Spider e Jeanne Robinson per ricevere i propri premi.
| Anno | Fotografia vincitori | Vincitori e nominati | Romanzo | Note     |
| ---- | --- | --- | --- | -------- |
| 1978 | | Frederik Pohl | La porta dell'infinito | [ N 37 ] |
| 1978 | Terry Carr | Cinque | | [ N 37 ] |
| 1978 | Gregory Benford | Nell'oceano della notte | | [ N 37 ] |
| 1978 | David Gerrold | Moonstar Odyssey | | [ N 37 ] |
| 1978 | Richard A. Lupoff | Sword of Demon | | [ N 37 ] |
| 1978 | * Cerimoniere: Robert Silverberg Presentazione tenutasi presso: Est - American Hotel, New York, New York, 29 aprile 1978 Ovest - Sir Francis Drake Hotel, San Francisco Bay, California, 29 aprile 1978 | * Cerimoniere: Robert Silverberg Presentazione tenutasi presso: Est - American Hotel, New York, New York, 29 aprile 1978 Ovest - Sir Francis Drake Hotel, San Francisco Bay, California, 29 aprile 1978 | * Cerimoniere: Robert Silverberg Presentazione tenutasi presso: Est - American Hotel, New York, New York, 29 aprile 1978 Ovest - Sir Francis Drake Hotel, San Francisco Bay, California, 29 aprile 1978 | [ 172 ]  |

Nebula Conference 1979: L’evento ha visto la partecipazione di circa trecento persone, tra cui molti professionisti dell'editoria che avevano abbandonato il genere, hanno partecipato all'evento. In questa edizione il portavoce di SFWA ha annunciato in anticipo i vincitori alla stampa, togliendo ogni suspense alla cena. Il convegno si è concentrato su questioni organizzative e il consiglio ha annunciato il processo di costituzione. Durante l'incontro erano presenti gruppi di esperti che hanno trattato argomenti in materia di diritti stranieri, rimostranze e editoria. Il discorso principale è stato tenuto dall'editore Bob Guccione, che in collaborazione con la moglie Kathy Keeton Guccione aveva da poco fondato la rivista fantascientifica Omni. I premi di servizio sono andati a Jerry Pournelle, Andrew j. Offutt, e Thomas Monteleone con un premio speciale conferito a Joe Shuster e Jerry Siegel per la creazione di Superman.
| Anno | Fotografia vincitori                                                                                                 | Vincitori e nominati                                                                                                 | Romanzo | Note     |
| ---- | --- | --- | --- | -------- |
| 1979 | | Vonda N. McIntyre | Il serpente dell'oblio                                                                                               | [ N 38 ] |
| 1979 | Tom Reamy | Le voci cieche | | [ N 38 ] |
| 1979 | C. J. Cherryh | I mondi del sole morente - Kesrith                                                                                   | | [ N 38 ] |
| 1979 | Gore Vidal | Kalki | | [ N 38 ] |
| 1979 | Gardner Dozois | Strangers | | [ N 38 ] |
| 1979 | * Cerimoniere: Norman Spinrad Presentazione tenutasi presso: Est - Warwick Hotel, New York, New York, 21 aprile 1979 | * Cerimoniere: Norman Spinrad Presentazione tenutasi presso: Est - Warwick Hotel, New York, New York, 21 aprile 1979 | * Cerimoniere: Norman Spinrad Presentazione tenutasi presso: Est - Warwick Hotel, New York, New York, 21 aprile 1979 | [ 176 ]  |

### Anni 1980-1989
Nebula Conference 1980: Dopo il meeting di sabato, Rick Sternbach, illustratore noto per le sue tavole inerenti allo spazio, illustra una presentazione di fronte a una giuria composta da sei editori. Alla cena sono presenti 120 invitati, il Dr. Edward Krupp, direttore del Osservatorio Griffith, ha tenuto il discorso principale seguito da un discorso di Robert L. Forward. Arthur C. Clarke ha inviato una registrazione audio di un discorso di accettazione per riguardante la sua opera vincitrice del premio Nebula.
| Anno | Fotografia vincitori | Vincitori e nominati | Romanzo | Note     |
| ---- | --- | --- | --- | -------- |
| 1980 | | Arthur C. Clarke | Le fontane del paradiso | [ N 39 ] |
| 1980 | Frederik Pohl | Il pianeta Jem | | [ N 39 ] |
| 1980 | Kate Wilhelm | Il tempo del ginepro | | [ N 39 ] |
| 1980 | Thomas M. Disch | Le ali della mente | | [ N 39 ] |
| 1980 | Richard Cowper | The Road to Corlay | | [ N 39 ] |
| 1980 | John Varley | Titano | | [ N 39 ] |
| 1980 | * Cerimoniere: David Gerrold Presentazione tenutasi presso: Beverly Wilshire Hotel, Los Angeles, California, 26 aprile 1980 | * Cerimoniere: David Gerrold Presentazione tenutasi presso: Beverly Wilshire Hotel, Los Angeles, California, 26 aprile 1980 | * Cerimoniere: David Gerrold Presentazione tenutasi presso: Beverly Wilshire Hotel, Los Angeles, California, 26 aprile 1980 | [ 181 ]  |

Nebula Conference 1981: Giovedì sera, una festa non ufficiale viene organizzata da Timescape Books, linea fantascientifica della Pocket Books della casa editrice Simon & Schuster e Forbidden Planet, (nome commerciale di due distinte catene di libri di fantascienza, fantasy e horror in tutto il Regno Unito, Irlanda e Stati Uniti), in una delle librerie di quest'ultima. Dopo la conferenza del sabato Sono seguite le presentazioni di editoria e royalties, anche se l'attrazione principale è risultata essere una convenzione di modelli in tutta la sala. Barbara Marx Hubbard, futurologa autrice e oratrice, ha tenuto il discorso d'apertura legato ai programma spaziale al cristianesimo rinato, non ottenendo grande successo. Altre argomentazioni sono state tenute da Marvin Minsky e Marc Chartrand.
| Anno | Fotografia vincitori                                                                              | Vincitori e nominati                                                                              | Romanzo                                                                                           | Note     |
| ---- | ------------------------------------------------------------------------------------------------- | ------------------------------------------------------------------------------------------------- | ------------------------------------------------------------------------------------------------- | -------- |
| 1981 |                                                                                                   | Gregory Benford                                                                                   | Timescape                                                                                         | [ N 40 ] |
| 1981 | Frederik Pohl                                                                                     | Oltre l'orizzonte azzurro                                                                         |                                                                                                   | [ N 40 ] |
| 1981 | Walter Tevis                                                                                      | Solo il mimo canta al limitar del bosco                                                           |                                                                                                   | [ N 40 ] |
| 1981 | Robert Stallman                                                                                   | The Orphan                                                                                        |                                                                                                   | [ N 40 ] |
| 1981 | Gene Wolfe                                                                                        | L'ombra del Torturatore                                                                           |                                                                                                   | [ N 40 ] |
| 1981 | Joan D. Vinge                                                                                     | La regina delle nevi                                                                              |                                                                                                   | [ N 40 ] |
| 1981 | * Cerimoniere: Presentazione tenutasi presso: Waldorf-Astoria, New York, New York, 25 aprile 1981 | * Cerimoniere: Presentazione tenutasi presso: Waldorf-Astoria, New York, New York, 25 aprile 1981 | * Cerimoniere: Presentazione tenutasi presso: Waldorf-Astoria, New York, New York, 25 aprile 1981 | [ 185 ]  |

Nebula Conference 1982: Le prime conferenze sono iniziate il venerdì pomeriggio, mentre il venerdì Timescape Books ha sponsorizzato il ricevimento serale. Il meeting si è tenuto sabato mattina, seguito da una serie di conferenze e alcuni filmati forniti dalla NASA. La recensionista del San Francisco Chronicle Patricia Holt ha tenuto un discorso sulla revisione dei libri e della necessità di rivedere i tascabili. Gene Wolfe prima della vittoria del miglior romanzo, ha tenuto un discorso agli ospiti.
Con l'avvicinarsi della 17ª edizione dei premii Nebula, i nomi dei vincitori vennero anticipatamente pubblicati sulla rivista settimanale statunitense Publishers Weekly, pubblicazioni legate alle uscite dei romanzi, dei bestseller.
La pubblicazione scatenò le proteste dell'autrice Lisa Tuttle, portandola a richiedere il ritiro del racconto The Bone Flute dalle candidature dei finalisti del premio Nebula per il miglior racconto. La protesta della Tuttle è stata motivata dal modo in cui la cosa è gestita, e nella speranza che la sua protesta potesse spingere la commissione a istituire alcune semplici regole come ad esempio l'assicurarsi l'invio di tutte le opere a giudizio a tutti gli elettori, oppure squalificando le opere promosse dagli autori o dagli editori, al fine di rendere l'intero sistema Nebula meno di una farsa, si rese infatti conto che lo scrittore George Guthridge, nominato anche lui nella sua stessa categoria per il racconto The Quiet, stava pubblicizzando l'opera inviando copie ai membri della SFWA con in allegato una lettera scritta dall'editore di The Magazine of Fantasy and Science Fiction Ed Ferman.
Una lettera dell'autrice, inviata a Frank Catalano membro della SFWA, nella quale comunica per iscritto la motivazione delle proteste non rimane inosservata, a circa tre settimane dagli annunci ufficiali, lo stesso Frank la informa che il suo racconto era stato scelto come vincitore.
La Tuttle aveva ufficialmente ritirato il racconto, quindi si oppose dichiarando che avrebbe rifiutato il premio, Frank non sapendo cosa fare passò il problema ad altri membri della SFWA, fino a Charles L. Grant, che contattò l'autrice e le annunciò che sarebbe stata comunque lei la vincitrice del premio, essendo già stato inciso sulla targa celebrativa il suo nome e il nome della sua opera. Non riuscendo a convincere la Tuttle, Charles le comunicò che non era sicuro di come si sarebbe comportato alla cerimonia. La Tuttle diede il consiglio di spiegare che il vincitore aveva ritirato la presentazione dell'opera prima di sapere della vittoria, oppure fornendo i veri dettagli sul motivo per l'opera era stata ritirata e il premio rifiutato.
La Tuttle decise di non presenziare alla cerimonia e quindi di non pronunciare il consueto discorso di ringraziamento; la commissione rassicurò la scrittrice sul fatto che le sue ragioni sarebbero state rese note al pubblico dalla commissione stessa.
Il 29 aprile, cinque giorni dopo la premiazione, la Tuttle ricevette un telegramma da parte di John Douglas della Pocket Books con le congratulazioni per aver vinto il premio. In seguito alla telefonata con Douglas, la Tuttle si rese conto che aveva accettato il premio per suo conto, come spesso accadeva per autori che non potevano essere presenti alla cerimonia, apprese inoltre che non era stata detta una parola sul suo rifiuto, ne tantomeno sulle motivazioni.
La risposta implicita da parte di SFWA a Lisa e alle sue lamentele, consiste in una lettera su Locus magazine da parte della vicepresidente Marta Randall, che con l'assioma Tutto ciò che non è proibito è obbligatorio deduce dalle regole dei premi Nebula che fosse impossibile per Lisa ritirare il suo racconto.
| Anno | Fotografia vincitori                                                                                                 | Vincitori e nominati                                                                                                 | Romanzo | Note            |
| ---- | --- | --- | --- | --------------- |
| 1982 | | Gene Wolfe | L'artiglio del conciliatore                                                                                          | [ N 41 ]        |
| 1982 | John Crowley | Little, Big | | [ N 41 ]        |
| 1982 | Julian May | La terra dai molti colori                                                                                            | | [ N 41 ]        |
| 1982 | A. A. Attanasio | Radix | | [ N 41 ]        |
| 1982 | Russell Hoban | Riddley Walker | | [ N 41 ]        |
| 1982 | Suzy McKee Charnas                                                                                                   | L'arazzo del vampiro                                                                                                 | | [ N 41 ]        |
| 1982 | * Cerimoniere: Terry Carr Presentazione tenutasi presso: Claremont Resort Hotel, Oakland, California, 24 aprile 1982 | * Cerimoniere: Terry Carr Presentazione tenutasi presso: Claremont Resort Hotel, Oakland, California, 24 aprile 1982 | * Cerimoniere: Terry Carr Presentazione tenutasi presso: Claremont Resort Hotel, Oakland, California, 24 aprile 1982 | [ 185 ] [ 192 ] |

Nebula Conference 1983 : L'evento è iniziato con l'aperitivo di venerdì sera nella Presidential suite. Per la prima volta è presente un gran numero di editori, partecipando agli eventi organizzati più di quanto non abbiano fatto gli autori pubblicati. A causa delle intemperie che hanno causato una raffica d'acqua, l'hotel ha dovuto trovare un nuovo posto per ospitare l'evento. Il tradizionale meeting è stato scarsamente frequentato, con argomentazioni sui computer, sui redattori e uno sui diritti stranieri. L'unico discorso tenuto al banchetto è stato della Avon.
| Anno | Fotografia vincitori                                                                                              | Vincitori e nominati                                                                                              | Romanzo | Note     |
| ---- | --- | --- | --- | -------- |
| 1983 | | Michael Bishop | Il tempo è il solo nemico                                                                                         | [ N 42 ] |
| 1983 | Isaac Asimov | L'orlo della Fondazione                                                                                           | | [ N 42 ] |
| 1983 | Robert A. Heinlein                                                                                                | Operazione domani                                                                                                 | | [ N 42 ] |
| 1983 | Brian Aldiss | La primavera di Helliconia                                                                                        | | [ N 42 ] |
| 1983 | Gene Wolfe | La spada del littore                                                                                              | | [ N 42 ] |
| 1983 | Philip K. Dick | La trasmigrazione alchemica di Timothy Archer                                                                     | | [ N 42 ] |
| 1983 | * Cerimoniere: Charles L. Grant Presentazione tenutasi presso: Statler Hilton, New York, New York, 23 aprile 1983 | * Cerimoniere: Charles L. Grant Presentazione tenutasi presso: Statler Hilton, New York, New York, 23 aprile 1983 | * Cerimoniere: Charles L. Grant Presentazione tenutasi presso: Statler Hilton, New York, New York, 23 aprile 1983 | [ 193 ]  |

Nebula Conference 1984: l'evento ha inizio venerdì sera, sponsorizzata da Berkley and Bantam mentre Baen Books ha sponsorizzato il ricevimento antecedente la cena, Berkley e IASFM hanno sponsorizzato il ricevimento sabato sera. Art Seidenbaum, editore e scrittore della L.A. Times Book Review ha tenuto il discorso principale. Il meeting si è tenuto sabato mattina, seguito da una discussione dell'agente letterario della SFWA Richard Curtis e dall'avvocato della SFWA Henry Holmes sui metodi di negoziazione con gli editori.
| Anno | Fotografia vincitori                                                                                        | Vincitori e nominati                                                                                        | Romanzo | Note     |
| ---- | --- | --- | --- | -------- |
| 1984 | | David Brin                                                                                                  | Le maree di Kithrup                                                                                         | [ N 43 ] |
| 1984 | Gregory Benford                                                                                             | Un oscuro infinito                                                                                          | | [ N 43 ] |
| 1984 | Gene Wolfe                                                                                                  | La cittadella dell'Autarca                                                                                  | | [ N 43 ] |
| 1984 | Jack Vance                                                                                                  | Lyonesse | | [ N 43 ] |
| 1984 | R. A. MacAvoy                                                                                               | Tea with the Black Dragon                                                                                   | | [ N 43 ] |
| 1984 | Norman Spinrad                                                                                              | Astronavi nell'abisso                                                                                       | | [ N 43 ] |
| 1984 | * Cerimoniere: Terry Carr Presentazione tenutasi presso: Queen Mary, Long Beach, California, 28 aprile 1984 | * Cerimoniere: Terry Carr Presentazione tenutasi presso: Queen Mary, Long Beach, California, 28 aprile 1984 | * Cerimoniere: Terry Carr Presentazione tenutasi presso: Queen Mary, Long Beach, California, 28 aprile 1984 | [ 197 ]  |

Nebula Conference 1985: Ian e Betty Ballantine, fondatori della Ballantine Books, hanno ricevuto un il World Fantasy Special Award—Professional premio speciale per i loro contributi pionieristici alla fantascienza e all'editoria fantasy. Il meeting si è svolto sabato a mezzogiorno ed è stato seguito dalle argomentazioni degli editori e degli agenti. LACon ha sponsorizzato il ricevimento precedente al banchetto. Come per l'evento del 1983, gli editori erano più numerosi degli autori. L'avvocato Tim Jensen è stato l'oratore principale e ha parlato della tassazione sugli autori. Dopo il banchetto, Harlan Ellison assali pubblicamente l'autore e critico Charles Platt per alcuni commenti riguardo al premio ottenuto da Larry Shaw. Platt successivamente non intraprese azioni legali contro Ellison, e i due uomini firmarono un "patto di non aggressione", promettendo di non discutere mai più l'incidente né di avere contatti tra loro. Platt sostenne successivamente che Ellison si vantò pubblicamente per l'incidente. Thomas M. Disch ha preso a pugni William Gibson, senza spiegazioni.
| Anno | Fotografia vincitori                                                                             | Vincitori e nominati                                                                             | Romanzo                                                                                          | Note            |
| ---- | ------------------------------------------------------------------------------------------------ | ------------------------------------------------------------------------------------------------ | ------------------------------------------------------------------------------------------------ | --------------- |
| 1985 |                                                                                                  | William Gibson                                                                                   | Neuromante                                                                                       | [ N 44 ]        |
| 1985 | Lewis Shiner                                                                                     | Frontera                                                                                         |                                                                                                  | [ N 44 ]        |
| 1985 | Larry Niven                                                                                      | Il popolo dell'anello                                                                            |                                                                                                  | [ N 44 ]        |
| 1985 | Robert A. Heinlein                                                                               | Il pianeta del miraggio                                                                          |                                                                                                  | [ N 44 ]        |
| 1985 | Jack Dann                                                                                        | The Man Who Melted                                                                               |                                                                                                  | [ N 44 ]        |
| 1985 | Kim Stanley Robinson                                                                             | La costa dei barbari                                                                             |                                                                                                  | [ N 44 ]        |
| 1985 | * Cerimoniere: Presentazione tenutasi presso: Warwick Hotel di New York, New York, 5 maggio 1985 | * Cerimoniere: Presentazione tenutasi presso: Warwick Hotel di New York, New York, 5 maggio 1985 | * Cerimoniere: Presentazione tenutasi presso: Warwick Hotel di New York, New York, 5 maggio 1985 | [ 197 ] [ 206 ] |

Nebula Conference 1986: Oltre 200 membri e amici della SFWA hanno partecipato al rinfresco e alla programmazione del fine settimana nell’evento del 1986. In questa edizione i premi sono stati presentati prima del rinfresco.
La programmazione è iniziata sabato mattina, durante la presentazione per il miglior romanzo breve si è verificata una breve fase di stallo, una volta risolta il resto la cerimonia si è svolta senza ulteriori intoppi. Particolarmente comiche ed apprezzate sono state le osservazioni critiche espresse da Connie Willis riguardanti la mancanza di drammaticità e suspense durante la cerimonia.
| Anno | Fotografia vincitori                                                                                                  | Vincitori e nominati                                                                                                  | Romanzo | Note     |
| ---- | --- | --- | --- | -------- |
| 1986 | | Orson Scott Card | Il gioco di Ender | [ N 45 ] |
| 1986 | Greg Bear | La musica del sangue                                                                                                  | | [ N 45 ] |
| 1986 | Tim Powers | Il palazzo del mutante                                                                                                | | [ N 45 ] |
| 1986 | Brian Aldiss | L'inverno di Helliconia                                                                                               | | [ N 45 ] |
| 1986 | David Brin | Il simbolo della rinascita                                                                                            | | [ N 45 ] |
| 1986 | Barry N. Malzberg | Il replicante di Sigmund Freud                                                                                        | | [ N 45 ] |
| 1986 | Bruce Sterling | La matrice spezzata                                                                                                   | | [ N 45 ] |
| 1986 | * Cerimoniere: Robert Silverberg Presentazione tenutasi presso: Claremont Hotel, Berkeley, California, 26 aprile 1986 | * Cerimoniere: Robert Silverberg Presentazione tenutasi presso: Claremont Hotel, Berkeley, California, 26 aprile 1986 | * Cerimoniere: Robert Silverberg Presentazione tenutasi presso: Claremont Hotel, Berkeley, California, 26 aprile 1986 | [ 207 ]  |

Nebula Conference 1987: L’evento è iniziato il venerdì sera, dove sono state organizzate feste sponsorizzate da Berkley Books (nel Greenwich Village) e Tor Books. Oltre al banchetto, l’evento è stato programmato della durata di due giorni, anche se parte del programma finale nella giornata di domenica è stato cancellato a causa della scarsa presenza. Charles Sheffield ha coperto il ruolo di cerimoniere. Barry Moser,  intagliatore e artista del legno, ospite all’evento è stato il principale relatore. La Davis Publications ha sponsorizzato una festa dopo il banchetto.
| Anno | Fotografia vincitori                                                                                          | Vincitori e nominati                                                                                          | Romanzo | Note     |
| ---- | --- | --- | --- | -------- |
| 1987 | | Orson Scott Card                                                                                              | Il riscatto di Ender                                                                                          | [ N 47 ] |
| 1987 | William Gibson                                                                                                | Giù nel ciberspazio                                                                                           | | [ N 47 ] |
| 1987 | Gene Wolfe | Free Live Free                                                                                                | | [ N 47 ] |
| 1987 | Margaret Atwood                                                                                               | Il racconto dell'ancella                                                                                      | | [ N 47 ] |
| 1987 | Leigh Kennedy                                                                                                 | The Journal of Nicholas the American                                                                          | | [ N 47 ] |
| 1987 | James Morrow                                                                                                  | This is the Way the World Ends                                                                                | | [ N 47 ] |
| 1987 | * Cerimoniere: Charles Sheffield Presentazione tenutasi presso: Halloran House Hotel, New York, 2 maggio 1987 | * Cerimoniere: Charles Sheffield Presentazione tenutasi presso: Halloran House Hotel, New York, 2 maggio 1987 | * Cerimoniere: Charles Sheffield Presentazione tenutasi presso: Halloran House Hotel, New York, 2 maggio 1987 | [ 213 ]  |

Nebula Conference 1988: L’evento del 1988 ha avuto tra i suoi ospiti celebri David Rappaport, attore del film I banditi del tempo, per una bizzarra coincidenza, l’attore che risiedeva presso l’hotel è stato visto mentre leggeva Omni (rivista di fantascienza e scienza pubblicata negli Stati Uniti e in Gran Bretagna, che conteneva articoli riguardanti fatti scientifici e piccoli racconti fantascientifici), informato che l'editore della rivista si trovava sul lato opposto della piscina come ospite dei Nebula, che in quel momento si stavano svolgendo, si offrì di parlare e divenne un oratore al banchetto. David Webb, che avrebbe dovuto limitarsi a presentare Louis Friedman come relatore principale, si è cimentato in una polemica avente come tema il ritorno nello spazio, successivamente Friedman, relatore principale designato dell’evento, ha esposto le sue convinzioni inerenti alla necessità di esplorare Marte, entrambe le argomentazioni non sono state accolte in maniera positiva dal resto dei presenti. Durante la serata, è stato assegnato il Grand Master Award ad Alfred Bester, venuto a mancare il 30 settembre 1987.
| Anno | Fotografia vincitori                                                                                           | Vincitori e nominati                                                                                           | Romanzo | Note     |
| ---- | --- | --- | --- | -------- |
| 1988 | | Pat Murphy | The Falling Woman                                                                                              | [ N 48 ] |
| 1988 | Greg Bear | L'ultimatum | | [ N 48 ] |
| 1988 | Gene Wolfe | Il soldato della nebbia                                                                                        | | [ N 48 ] |
| 1988 | David Brin | I signori di Garth                                                                                             | | [ N 48 ] |
| 1988 | Avram Davidson                                                                                                 | Vergil in Averno                                                                                               | | [ N 48 ] |
| 1988 | George Alec Effinger                                                                                           | Senza tregua                                                                                                   | | [ N 48 ] |
| 1988 | * Cerimoniere: Presentazione tenutasi presso: Hollywood Roosevelt Hotel, Hollywood, California, 21 maggio 1988 | * Cerimoniere: Presentazione tenutasi presso: Hollywood Roosevelt Hotel, Hollywood, California, 21 maggio 1988 | * Cerimoniere: Presentazione tenutasi presso: Hollywood Roosevelt Hotel, Hollywood, California, 21 maggio 1988 | [ 217 ]  |

Nebula Conference 1989: Greg Bear, allora presidente di SFWA (1988 - 1990), a differenza degli anni precedenti nel quale sono trapelati ufficialmente o ufficiosamente i vincitori, ha tenuto segreti i nomi di questi ultimi, trattando tutti i candidati nella stessa maniera, altra iniziativa intrapresa da Bear in questa edizione, è stata quella di consegnare a tutti i candidati i certificati di partecipazione. Gli sponsor per questa edizione sono stati Tor Books, che ha organizzato una festa il 20 aprile, in onore dell’apertura della SFWA Nebula Conference e Bantam Books, con un ricevimento il giorno successivo. L'inaugurazione ufficiale ha avuto luogo il 21 aprile in serata, mentre sabato mattina si è tenuto l’annuale Business Meeting. Nel pomeriggio diverse sessioni su agenti e sui contratti nel mondo condiviso, anche se risultarono scarsamente frequentati. Prima del banchetto ufficiale, si sono inoltre tenuti due cocktail party, quello tradizionale e quello pesadico ospitati da Julius Schwartz, editore di fumetti. Ian Ballantine ha tenuto il discorso di apertura. Durante questo evento è stato assegnato a Ray Bradbury il Grand Master Award
| Anno | Fotografia vincitori                                                                   | Vincitori e nominati                                                                   | Romanzo                                                                                | Note     |
| ---- | -------------------------------------------------------------------------------------- | -------------------------------------------------------------------------------------- | -------------------------------------------------------------------------------------- | -------- |
| 1989 |                                                                                        | Lois McMaster Bujold                                                                   | Gravità zero                                                                           | [ N 49 ] |
| 1989 | Lewis Shiner                                                                           | Desolate città del cuore                                                               |                                                                                        | [ N 49 ] |
| 1989 | George Turner                                                                          | Le torri dell'esilio                                                                   |                                                                                        | [ N 49 ] |
| 1989 | Gregory Benford                                                                        | Il grande fiume del cielo                                                              |                                                                                        | [ N 49 ] |
| 1989 | William Gibson                                                                         | Monna Lisa Cyberpunk                                                                   |                                                                                        | [ N 49 ] |
| 1989 | Orson Scott Card                                                                       | Il profeta dalla pelle rossa                                                           |                                                                                        | [ N 49 ] |
| 1989 | Gene Wolfe                                                                             | Urth del Nuovo Sole                                                                    |                                                                                        | [ N 49 ] |
| 1989 | * Cerimoniere: Presentazione tenutasi presso: Penta Hotel, New York, il 22 aprile 1989 | * Cerimoniere: Presentazione tenutasi presso: Penta Hotel, New York, il 22 aprile 1989 | * Cerimoniere: Presentazione tenutasi presso: Penta Hotel, New York, il 22 aprile 1989 | [ 221 ]  |

### Anni 1990-1999
Nebula Conference 1990: L’evento del 1990 si è aperto con una scarsa affluenza da parte degli editori, inoltre molti di quelli locali non hanno presidiato all’evento a di due terremoti che si sono verificati nel corso del fine settimana, il primo venerdì sera durante il ricevimento di apertura. Le sezioni del sabato si sono principalmente incentrate sulla continuazione del Forum SFWA. Il consueto Business Meeting si è svolto la domenica mattina. Thomas Furness ha tenuto il discorso principale sulle applicazioni dello spazio virtuale. Come per l'anno precedente, Greg Bear ha preferito mantenere riserbo sui nomi dei vincitori, pertanto nessuno dei presenti era al corrente della possibilità di aver vinto.
| Anno | Fotografia vincitori                                                                                                  | Vincitori e nominati                                                                                                  | Romanzo | Note     |
| ---- | --- | --- | --- | -------- |
| 1990 | | Elizabeth Ann Scarborough                                                                                             | The Healer's War | [ N 50 ] |
| 1990 | Poul Anderson | Gli immortali | | [ N 50 ] |
| 1990 | Orson Scott Card | Alvin l'apprendista                                                                                                   | | [ N 50 ] |
| 1990 | John Kessel | Good News From Outer Space                                                                                            | | [ N 50 ] |
| 1990 | Mike Resnick | Ivory: A Legend of Past and Future                                                                                    | | [ N 50 ] |
| 1990 | Jane Yolen | Sister Light, Sister Dark                                                                                             | | [ N 50 ] |
| 1990 | * Cerimoniere: Presentazione tenutasi presso: Hyatt Regency Embarcadero, San Francisco, California, il 28 aprile 1990 | * Cerimoniere: Presentazione tenutasi presso: Hyatt Regency Embarcadero, San Francisco, California, il 28 aprile 1990 | * Cerimoniere: Presentazione tenutasi presso: Hyatt Regency Embarcadero, San Francisco, California, il 28 aprile 1990 | [ 225 ]  |

Nebula Conference 1991: I Nebula del 1991 si sono aperti con un rocambolesco cambio di sede all'ultimo minuto, poiché la Omni, uno degli sponsor dell’evento, aveva affittato uno spazio alla SFWA, che non aveva un regolare contratto per poterne usufruire. L’evento è quindi stato spostato presso il Roosevelt nonostante questo non ricevette per tempo il pagamento dall'SFWA, costringendo Tom Doherty, fondatore della Tor Books, a inviare un assegno a copertura. Il tradizionale Business Meeting è stato spostato a sabato mattina, rispetto alla consueta domenica mattina, anche in questo caso il cambiamento è stato annunciato all'ultimo minuto, proprio durante gli autografi alla prima di Quake, pianeta proibito, di Charles Sheffield. L’allora presidente della SFWA Ben Bova (1990 - 1992) ha rivestito il ruolo di cerimoniere, mentre il ruolo di oratore principale è spettato a Hugh Downs. Dopo il tradizionale banchetto, molto degli invitati si riversarono nella hall dell’hotel cosa che porto la SFWA ad essere ripresa con il rischio di vedersi sbattere fuori, nonostante l’inconveniente, l'hotel accettò di lasciare che SFWA si spostasse in alcuni degli spazi inutilizzati all’interno della struttura. Con sorpresa non vi erano programmi per domenica, ad eccezione di una festa dedicata al decimo anniversario della Tor Books. Per la prima volta, altre location si offrirono per ospitare le Nebula Conference del prossimo anno nelle città di Atlanta e New Orleans, offrendo per la prima volta altre location al di fuori delle tradizionali mete di New York e California.
| Anno | Fotografia vincitori                                                                                | Vincitori e nominati                                                                                | Romanzo                                                                                             | Note     |
| ---- | --------------------------------------------------------------------------------------------------- | --------------------------------------------------------------------------------------------------- | --------------------------------------------------------------------------------------------------- | -------- |
| 1991 | | Ursula K. Le Guin                                                                                   | L'isola del drago                                                                                   | [ N 51 ] |
| 1991 | Valerie Martin                                                                                      | La governante del dr. Jekill                                                                        | | [ N 51 ] |
| 1991 | James Morrow                                                                                        | Nel nome della figlia                                                                               | | [ N 51 ] |
| 1991 | Dan Simmons                                                                                         | La caduta di Hyperion                                                                               | | [ N 51 ] |
| 1991 | John E. Stith                                                                                       | Astronave "Redshift"                                                                                | | [ N 51 ] |
| 1991 | Jane Yolen                                                                                          | White Jenna                                                                                         | | [ N 51 ] |
| 1991 | * Cerimoniere: Ben Bova Presentazione tenutasi presso: Roosevelt Hotel, New York, il 27 aprile 1991 | * Cerimoniere: Ben Bova Presentazione tenutasi presso: Roosevelt Hotel, New York, il 27 aprile 1991 | * Cerimoniere: Ben Bova Presentazione tenutasi presso: Roosevelt Hotel, New York, il 27 aprile 1991 | [ 229 ]  |

Nebula Conference 1992: I premi Nebula del 1992, si aprono con un importante cambiamento legato alla location di presentazione, per la prima volta dalla loro istituzione infatti, le celebrazioni si sono tenute fuori dai classici luoghi dedicati all’evento, durante questa manifestazione si scelse la Georgia rispetto alle tradizionali New York o California.
Già l’anno precedente era trapelato il fatto che la manifestazione avrebbe potuto tenersi nella città di Atlanta o in quella di New Orleans. Le preoccupazioni che l’evento si sarebbe trasformato in un convegno-fan risultarono infondate. Diversi sponsor hanno contribuito alla realizzazione del progetto, realizzatosi presso la suite del Colony Square Hotel, un attico con una vista spettacolare sulla città, tra di loro Amazing, Analog, IASFM, F&SF, Baen Books, DAW, Bantam Books e Tor Books. Nessuna conferenza è stata tenuta e il consueto meeting aziendale della SFWA si è tenuto sabato pomeriggio, rendendo l'evento un evento di un solo giorno (anche se la suite era già aperta dal venerdì). Il presidente Ben Bova ha chiesto a tutto il personale editoriale, compresi i membri attivi della SFWA, di lasciare l'incontro di lavoro in modo che l'agente della SFWA, Richard Curtis, potesse discutere a proposito di diverse denunce a carico degli editori. L'intervento principale è stato dato dal deputato della Georgia e House Whip Newt Gingrich, che ha spinto un gruppo di membri a uscire silenziosamente.
Sebbene all'epoca non esistesse il Premio Nebula alla migliore sceneggiatura, il presidente Ben Bova consegnò per l’opera cinematografica Terminator 2 il Premio Bradbury.
| Anno | Fotografia vincitori                                                                                   | Vincitori e nominati                                                                                   | Romanzo                                                                                                | Note     |
| ---- | --- | --- | --- | -------- |
| 1992 | | Michael Swanwick                                                                                       | Domani il mondo cambierà                                                                               | [ N 52 ] |
| 1992 | John Barnes                                                                                            | Orbital Resonance                                                                                      | | [ N 52 ] |
| 1992 | Lois McMaster Bujold                                                                                   | Barrayar                                                                                               | | [ N 52 ] |
| 1992 | Emma Bull                                                                                              | Bone Dance                                                                                             | | [ N 52 ] |
| 1992 | Pat Cadigan                                                                                            | Sintetizzatori umani                                                                                   | | [ N 52 ] |
| 1992 | Bruce Sterling & William Gibson                                                                        | La macchina della realtà                                                                               | | [ N 52 ] |
| 1992 | * Cerimoniere: Presentazione tenutasi presso: Colony Square Hotel, Atlanta, Georgia, il 25 aprile 1992 | * Cerimoniere: Presentazione tenutasi presso: Colony Square Hotel, Atlanta, Georgia, il 25 aprile 1992 | * Cerimoniere: Presentazione tenutasi presso: Colony Square Hotel, Atlanta, Georgia, il 25 aprile 1992 | [ 233 ]  |

Nebula Conference 1993: L’evento del 1993 si è tenuto presso l’Holiday Crowne Plaza, a differenza degli anni precedenti, non sono state organizzate feste e celebrazioni prima del tradizionale verdetto finale. Anche le partecipazioni all’evento hanno avuto poco interesse, il banchetto ha avuto meno di 100 partecipanti e meno di 30 hanno partecipato al consueto Business Meeting di domenica mattina. Nella giornata di sabato pomeriggio si sono tenute due conferenze scientifici. Connie Willis ha svolto la funzione di cerimoniere, mentre il principale oratore è stato il comico di Cajun A. J. Smith, ospite all’evento. Durante l’evento è stato assegnato il Premio Grand Master a Frederik Pohl

| Anno | Fotografia vincitori | Vincitori e nominati | Romanzo | Note     |
| ---- | --- | --- | --- | -------- |
| 1993 | | Connie Willis | L'anno del contagio | [ N 53 ] |
| 1993 | John Barnes | Un milione di porte | | [ N 53 ] |
| 1993 | Karen Joy Fowler | Sarah Canary | | [ N 53 ] |
| 1993 | Maureen F. McHugh | Angeli di seta | | [ N 53 ] |
| 1993 | Vernor Vinge | Universo incostante | | [ N 53 ] |
| 1993 | Jane Yolen | Briar Rose | | [ N 53 ] |
| 1993 | * Cerimoniere:Connie Willis Presentazione tenutasi presso: Holiday Crowne Plaza, New Orleans, Louisiana, il 17 aprile 1993 | * Cerimoniere:Connie Willis Presentazione tenutasi presso: Holiday Crowne Plaza, New Orleans, Louisiana, il 17 aprile 1993 | * Cerimoniere:Connie Willis Presentazione tenutasi presso: Holiday Crowne Plaza, New Orleans, Louisiana, il 17 aprile 1993 | [ 237 ]  |

Nebula Conference 1994: L’edizione del 1994 ha visto la sua realizzazione nella città di Eugene, la scelta della location, avrebbe potuto sembrare, per alcuni, una scelta improbabile, anche se l’evento ha funzionato abbastanza bene, attirando 215 partecipanti. Il tentativo di celebrare i Nebula Awards a Eugine, fu guidato in gran parte dal libraio locale Bill Trojan. L'evento stesso è stato orchestrato sapientemente da Dean Wesley Smith, aiutato da uno staff energico ed efficiente di scrittori locali. La location dell'hotel era la splendida, tentacolare, è leggermente strana architettonicamente Valley River Inn che si affaccia sul fiume Willamette. C'era un bancomat del venerdì sera. Dopo l'incontro di lavoro del sabato mattina, sabato pomeriggio si sono tenute delle conferenze sull'uso dei computer per tenere traccia delle vendite dei libri e delle tendenze editoriali. Connie Willis assieme a Edward Bryant hanno ricoperto il ruolo di cerimonieri. K. Eric Drexler ha tenuto il discorso chiave sulla nanotecnologia molecolare.
| Anno | Fotografia vincitori | Vincitori e nominati | Romanzo | Note     |
| ---- | --- | --- | --- | -------- |
| 1994 | | Kim Stanley Robinson | Il rosso di Marte | [ N 54 ] |
| 1994 | Kevin J. Anderson & Doug Beason                                                                                                | Costruttori di infinito | | [ N 54 ] |
| 1994 | Algis Budrys | Impatto mortale | | [ N 54 ] |
| 1994 | Nancy Kress | Mendicanti in Spagna | | [ N 54 ] |
| 1994 | Gene Wolfe | Nightside the Long Sun | | [ N 54 ] |
| 1994 | * Cerimoniere:Connie Willis & Edward Bryant Presentazione tenutasi presso: Valley River Inn, Eugene, Oregon, il 23 aprile 1994 | * Cerimoniere:Connie Willis & Edward Bryant Presentazione tenutasi presso: Valley River Inn, Eugene, Oregon, il 23 aprile 1994 | * Cerimoniere:Connie Willis & Edward Bryant Presentazione tenutasi presso: Valley River Inn, Eugene, Oregon, il 23 aprile 1994 | [ 241 ]  |

Nebula Conference 1995: L’evento del 1995 è stato organizzato nella sua quasi totalità dal direttore regionale orientale Ann Crispin, tenute adiacenti alla Grand Central Station di New York. Gli sponsor principali dell’evento sono stati il Dell Magazines e il Bantam Books, che hanno organizzato nella serata di venerdì, con un rinfresco tenutosi nella parte superiore del Bertelsmann Building edificio prima del ricevimento ufficiale di apertura SFWA. Nella giornata di sabato si sono tenuti una serie di discorsi dell'avvocato SFWA sul Copyright e di un revisore dei conti sulle dichiarazioni di royalty. La giornata si è conclusa con la riunione d'affari. Gardner Dozois e Tom Doherty supera l'evento con Tom Doherty come relatore ospite. Questo è stato l'anno inaugurale per il Premio Nebula autore emerito, noto anche come Premio Emeritus, assegnato a Emil Petaja e presentato da Frank M. Robinson. Durante l’evento è stato inoltre assegnato il premio World Fantasy Special Award — Professional a Ian Ballantine, assegnato postumo in seguito alla scomparsa dell’editore avvenuta il 9 marzo all’età di 79 anni.
| Anno | Fotografia vincitori | Vincitori e nominati | Romanzo | Note     |
| ---- | --- | --- | --- | -------- |
| 1995 | | Greg Bear | Marte in fuga | [ N 55 ] |
| 1995 | Octavia E. Butler | La parabola del seminatore | | [ N 55 ] |
| 1995 | Jonathan Lethem | Concerto per archi e canguro | | [ N 55 ] |
| 1995 | James Morrow | L'ultimo viaggio di Dio | | [ N 55 ] |
| 1995 | Rachel Pollack | Temporary Agency | | [ N 55 ] |
| 1995 | Kim Stanley Robinson | Il verde di Marte | | [ N 55 ] |
| 1995 | Roger Zelazny | A Night in the Lonesome October | | [ N 55 ] |
| 1995 | * Cerimoniere:Connie Willis & Edward Bryant Presentazione tenutasi presso: Grand Hyatt Hotel, New York, New York, il 22 aprile 1995 | * Cerimoniere:Connie Willis & Edward Bryant Presentazione tenutasi presso: Grand Hyatt Hotel, New York, New York, il 22 aprile 1995 | * Cerimoniere:Connie Willis & Edward Bryant Presentazione tenutasi presso: Grand Hyatt Hotel, New York, New York, il 22 aprile 1995 | [ 245 ]  |

Nebula Conference 1996: Il 1996 ha visto la presentazione dei premi Nebula a bordo della RMS Queen Mary, tenuta in due eventi distinti. La prima con una discreta affluenza, mentre la seconda con poco più del doppio della prima. L’autrice di fantascienza è fantasy Sheila Finch ha organizzato una festa di benvenuto venerdì sera, mentre nella giornata di sabato si è tenuto il tradizionale Business Meeting, un'escursione nella libreria Acres of Books (famosa per essere stata considerata la libreria di seconda mano più grande e più antica di proprietà della famiglia Smith in California, sostenendo di avere in magazzino oltre un milione di libri) e una conferenza sui diritti elettronici. Ace Books, Bantam Books, Del Rey Books, Dell Magazines, Tor Books e Harper Prism hanno co-sponsorizzato l’evento del rinfresco pre-banchetto. George Alec Effinger ha coperto il ruolo di cerimoniere presentato l'oratore principale Bruce Murray, ex direttore della Jet Propulsion Laboratory. A Bill Rotsler è stato assegnato un abbonamento a vita per la SFWA Bulletins. Il 1995 ha anche visto l’introduzione del Premio Service to SFWA Kevin O’Donnell, Jr. assegnato per la prima volta a Chuq van Rospach.
| Anno | Fotografia vincitori | Vincitori e nominati | Romanzo | Note     |
| ---- | --- | --- | --- | -------- |
| 1996 | | Robert J. Sawyer | Killer on-line | [ N 56 ] |
| 1996 | John Barnes | Sistema virtuale XV | | [ N 56 ] |
| 1996 | Nancy Kress | Mendicanti e superuomini                                                                                                | | [ N 56 ] |
| 1996 | Paul Park | Celestis | | [ N 56 ] |
| 1996 | Walter Jon Williams | Metropolitan | | [ N 56 ] |
| 1996 | Gene Wolfe | Calde of the Long Sun                                                                                                   | | [ N 56 ] |
| 1996 | * Cerimoniere:George Alec Effinger Presentazione tenutasi presso: Queen Mary, Long Beach, California, il 27 aprile 1996 | * Cerimoniere:George Alec Effinger Presentazione tenutasi presso: Queen Mary, Long Beach, California, il 27 aprile 1996 | * Cerimoniere:George Alec Effinger Presentazione tenutasi presso: Queen Mary, Long Beach, California, il 27 aprile 1996 | [ 249 ]  |

Nebula Conference 1997: Robin Wayne Bailey è stato il principale organizzatore del fine settimana, l’idea di Bailey sul fine settimana si è concentrata sull’inclusione di diversi articoli oltre al tradizionale banchetto e all’incontro di lavoro, tra cui numerosi servizi di cartellonistica nel centro commerciale annesso all'hotel, l’organizzazione di gioco d'azzardo, un ricevimento nel vicino Barnes & Noble ( il più grande venditore al dettaglio di libri degli Stati Uniti. Fondata nel 1873), un barbecue e dimostrazioni di pubblicazioni elettroniche e software interattivi. Jane Yolen, il cui romanzo Briar Rose era stato bandito proprio in Kansas, ha coperto il ruolo di cerimoniere, mentre l'astronauta Bernard Harris ha tenuto il discorso principale.
| Anno | Fotografia vincitori | Vincitori e nominati | Romanzo | Note     |
| ---- | --- | --- | --- | -------- |
| 1997 | | Nicola Griffith | Slow River | [ N 57 ] |
| 1997 | Nina Kiriki Hoffman | The Silent Strength of Stones                                                                                              | | [ N 57 ] |
| 1997 | Patricia A. McKillip | Winter Rose | | [ N 57 ] |
| 1997 | Tim Powers | Expiration Date | | [ N 57 ] |
| 1997 | Robert J. Sawyer | Starplex | | [ N 57 ] |
| 1997 | Neal Stephenson | L'era del diamante | | [ N 57 ] |
| 1997 | * Cerimoniere:Jane Yolen Presentazione tenutasi presso: Holiday Inn Crowne Plaza, Kansas City, Missouri, il 19 aprile 1997 | * Cerimoniere:Jane Yolen Presentazione tenutasi presso: Holiday Inn Crowne Plaza, Kansas City, Missouri, il 19 aprile 1997 | * Cerimoniere:Jane Yolen Presentazione tenutasi presso: Holiday Inn Crowne Plaza, Kansas City, Missouri, il 19 aprile 1997 | [ 253 ]  |

Nebula Conference 1998: L’evento del 1998 ha visto la partecipazione di circa 250 persone riunitosi a Santa Fe per i Nebula Awards®. Un gruppo di autori ha autografato i propri volumi presso la Page One Books nella giornata di giovedì, in serata si sono tenute alcune feste per l’apertura del Nebula Weekend. Le firme dei volumi si sono perpetuate per tutto il fine settimana, si sono tenute anche una serie di conferenze nelle quelli si trattavano argomenti come: lavorare a Hollywood, scrivere e leggere, scrivere per media misti e anche uno spettacolo fotografico sul lander di Marte. Si è inoltre organizzata un’escursione presso il Los Alamos National Laboratory, Michael Cassutt ha coperto il ruolo di cerimoniere, mentre l’ex astrofisico e attuale designer di giochi Chris Crawford ha tenuto il discorso principale, mentre Robin Wayne Bailey ha ottenuto il Premio Service to SFWA Kevin O’Donnell, Jr., al suo secondo anno di introduzione.
| Anno | Fotografia vincitori                                                                                        | Vincitori e nominati                                                                                        | Romanzo | Note     |
| ---- | --- | --- | --- | -------- |
| 1998 | | Vonda N. McIntyre                                                                                           | The Moon and the Sun                                                                                        | [ N 58 ] |
| 1998 | Lois McMaster Bujold                                                                                        | Memory | | [ N 58 ] |
| 1998 | Kate Elliott                                                                                                | King's Dragon                                                                                               | | [ N 58 ] |
| 1998 | George R. R. Martin                                                                                         | Il gioco del trono                                                                                          | | [ N 58 ] |
| 1998 | Jack McDevitt                                                                                               | Ancient Shores                                                                                              | | [ N 58 ] |
| 1998 | Walter Jon Williams                                                                                         | Città di fuoco e La città e l'abisso                                                                        | | [ N 58 ] |
| 1998 | Connie Willis                                                                                               | Il fattore invisibile                                                                                       | | [ N 58 ] |
| 1998 | * Cerimoniere:Jane Yolen Presentazione tenutasi presso: Hotel Santa Fe, Santa Fe, New Mexico, 2 maggio 1998 | * Cerimoniere:Jane Yolen Presentazione tenutasi presso: Hotel Santa Fe, Santa Fe, New Mexico, 2 maggio 1998 | * Cerimoniere:Jane Yolen Presentazione tenutasi presso: Hotel Santa Fe, Santa Fe, New Mexico, 2 maggio 1998 | [ 257 ]  |

Nebula Conference 1999: Per il secondo anno consecutivo, l’evento si è aperto con la tradizione nata l’anno precedente a Santa Fe e riproposta nella città di Pittsburgh con l’acquisto di una serie di libri in varie località, il tutto prima del banchetto annuale.
Anche quest’anno è stata proposta l’escursione in un tour organizzato all'Osservatorio Allegheny nella giornata di giovedì, mentre nella giornata di venerdì, con tour al Robotics Institute. Stan Schmidt ha svolto il ruolo di cerimoniere mentre David Hartwell ha presentato il discorso Keynote. Paul Levinson ha consegnato il premio Ray Bradbury a J. Michael Straczynski per Babylon 5. Nella giornata di domenica, si sono tenute sessioni nel quale gli autori si sono dedicati agli autografi delle proprie opere e successivamente si è tenuta una conferenza finale di chiusura dei Nebula.
| Anno | Fotografia vincitori | Vincitori e nominati | Romanzo | Note     |
| ---- | --- | --- | --- | -------- |
| 1999 | | Joe Haldeman | Pace eterna | [ N 59 ] |
| 1999 | Catherine Asaro | The Last Hawk | | [ N 59 ] |
| 1999 | Jack McDevitt | Moonfall | | [ N 59 ] |
| 1999 | Harry Turtledove | How Few Remain | | [ N 59 ] |
| 1999 | Martha Wells | Death of the Necromancer | | [ N 59 ] |
| 1999 | Connie Willis | To Say Nothing of the Dog | | [ N 59 ] |
| 1999 | * Cerimoniere:Stan Schmidt Presentazione tenutasi presso: Marriott City Center Hotel, Pittsburgh in Pennsylvania, sabato 1 maggio 1999 | * Cerimoniere:Stan Schmidt Presentazione tenutasi presso: Marriott City Center Hotel, Pittsburgh in Pennsylvania, sabato 1 maggio 1999 | * Cerimoniere:Stan Schmidt Presentazione tenutasi presso: Marriott City Center Hotel, Pittsburgh in Pennsylvania, sabato 1 maggio 1999 | [ 262 ]  |

### Anni 2000-2009
Nebula Conference 2000: Per l’evento del 2000, il fine settimana si è aperto con un barbecue ufficioso organizzato per Brian W. Aldiss a casa di Terry Bisson e altre tre feste organizzate da vari editori simultaneamente nel pomeriggio di venerdì. La sera, presso il Barnes and Noble in Union Square, a pochi isolati a sud del Flatiron Building si sono tenute le oramai tradizionali firme alle opere, autografi dei vari editori sulle opere in lizza per i vari premi. Diversi autori hanno fatto brevi letture delle proprie opere, ma c'erano solo spazi predisposti per la firma dei nominati, nonostante fossero presenti oltre 100 autori. Il tradizionale Business Meeting si è tenuto sabato senza alcuna programmazione, per l’evento Scott Edelman ha svolto il ruolo di cerimoniere. Per la prima volta sono state introdotte, in questa edizione delle spille, riservate ai nominati ai premi. Eric Solstein della DMZ ha discusso di un film documentario sulla storia della fantascienza. Una serie di acquisti di libri per i membri della SFWA in tutto il paese sono stati programmati in varie librerie in coincidenza con il weekend dei premi Nebula.
| Anno | Fotografia vincitori                                                                                                 | Vincitori e nominati                                                                                                 | Romanzo | Note     |
| ---- | --- | --- | --- | -------- |
| 2000 | | Octavia E. Butler | La parabola dei Talenti                                                                                              | [ N 60 ] |
| 2000 | Ken MacLeod | La divisione Cassini                                                                                                 | | [ N 60 ] |
| 2000 | George R. R. Martin                                                                                                  | Lo scontro dei re | | [ N 60 ] |
| 2000 | Maureen F. McHugh | Mission Child | | [ N 60 ] |
| 2000 | Sean Stewart | Mockingbird | | [ N 60 ] |
| 2000 | Vernor Vinge | Quando la luce tornerà                                                                                               | | [ N 60 ] |
| 2000 | * Cerimoniere:Scott Edelman Presentazione tenutasi presso: Crowne Plaza Hotel, New York, New York, il 20 maggio 2000 | * Cerimoniere:Scott Edelman Presentazione tenutasi presso: Crowne Plaza Hotel, New York, New York, il 20 maggio 2000 | * Cerimoniere:Scott Edelman Presentazione tenutasi presso: Crowne Plaza Hotel, New York, New York, il 20 maggio 2000 | [ 266 ]  |

Nebula Conference 2001: Per il 2001, i Nebula Awards® sono i primi tenutosi in concomitanza con la Fiera del Libro di Los Angeles. Diversi autori pertanto hanno partecipato alla fiera, ma non sono apparsi ai Nebula Awards®. Arthur C. Clarke ha ricevuto la nomination come Ospite d'Onore in contumacia a causa della sua assenza all'evento, inviando una e-mail di ringraziamento. Neil Gaiman ha coperto il ruolo di cerimoniere, mentre lo sceneggiatore di Hollywood Paul Guay (Bugiardo bugiardo) è stato il principale relatore all'evento, il cui discorso è stato un racconto in modo divertente e dettagliato di guadagnarsi da vivere come sceneggiatore senza quasi mai avere una sceneggiatura prodotta con successo.
Ray Bradbury, presente alla premiazione si è intrattenuto abbastanza a lungo da consegnare il Premio Ray Bradbury personalmente a Harlan Ellison.
Il presidente uscente della SFWA Paul Levinson ha annunciato i nuovi componenti della commissione SFWA, tra cui il nuovo presidente Norman Spinrad, ha inoltre tenuto un annuncio a sorpresa, un abbonamento a vita allo scrittore Harlan Ellison
L'occasione ha segnato la prima vittoria di Walter Jon Williams dopo sette nomination precedenti (con altre due quest'anno); solo Bruce Sterling, Thomas M. Disch e il compianto Avram Davidson sono stati nominati più spesso senza mai aver ottenuto il premio. Linda Nagata ha vinto la sua prima Nebulosa con la sua prima storia nominata, per la mancanza della stessa all'evento, l'editore di fantascienza Ellen Datlow ha accettato per l'autrice.
Terry Bisson ha ottenuto il suo secondo premio, il quinto di Greg Bear, il quale ha permesso a Bear di raggiungere Ursula K. Le Guin e Robert Silverberg come numero di premi ottenuti, anche se l'autrice Connie Willis guida ancora la classifica con sei premi vinti.
| Anno | Fotografia vincitori | Vincitori e nominati | Romanzo | Note     |
| ---- | --- | --- | --- | -------- |
| 2001 | | Greg Bear | Il risveglio di Erode | [ N 61 ] |
| 2001 | Lois McMaster Bujold | Guerra di strategie | | [ N 61 ] |
| 2001 | Kathleen Ann Goonan | Crescent City Rhapsody | | [ N 61 ] |
| 2001 | Nalo Hopkinson | Il pianeta di mezzanotte                                                                                                  | | [ N 61 ] |
| 2001 | Jack McDevitt | Infinity Beach | | [ N 61 ] |
| 2001 | Charles de Lint | Forests of the Heart | | [ N 61 ] |
| 2001 | * Cerimoniere:Neil Gaiman Presentazione tenutasi presso: Beverly Hilton, Beverly Hills, California, sabato 28 aprile 2001 | * Cerimoniere:Neil Gaiman Presentazione tenutasi presso: Beverly Hilton, Beverly Hills, California, sabato 28 aprile 2001 | * Cerimoniere:Neil Gaiman Presentazione tenutasi presso: Beverly Hilton, Beverly Hills, California, sabato 28 aprile 2001 | [ 270 ]  |

Nebula Conference 2002: L’evento del 2002, tenutosi dal 25 al 28 aprile, si è aperto con la programmazione di diverse conferenze, incentrate sul ruolo della stampa indipendente, dell'autopromozione e della SF in Russia. In accordo con la SFWA, i Walden Books locali, catena americana di librerie, erano interconnesse tramite un display alle conferenze Nebula, poiché ospitavano gli autori per la tradizionale firma delle proprie opere il venerdì sera. Esther Friesner ha coperto il ruolo di cerimoniere, per questa edizione non vi sono stati oratori principali. Betty Ballantine ha ricevuto il Premio Lifetime Achievement.
| Anno | Fotografia vincitori | Vincitori e nominati | Romanzo | Note     |
| ---- | --- | --- | --- | -------- |
| 2002 | | Catherine Asaro | La rosa quantica | [ N 62 ] |
| 2002 | Jeffrey A. Carver | Eternity's End | | [ N 62 ] |
| 2002 | Geoffrey A. Landis | Mars Crossing | | [ N 62 ] |
| 2002 | George R. R. Martin | Tempesta di spade | | [ N 62 ] |
| 2002 | Wil McCarthy | The Collapsium | | [ N 62 ] |
| 2002 | Patricia A. McKillip | The Tower at Stony Wood                                                                                                   | | [ N 62 ] |
| 2002 | Tim Powers | Declare | | [ N 62 ] |
| 2002 | Connie Willis | Passage | | [ N 62 ] |
| 2002 | * Cerimoniere:Esther Friesner Presentazione tenutasi presso: Westin Crown Center Hotel, Kansas City, MO il 27 aprile 2002 | * Cerimoniere:Esther Friesner Presentazione tenutasi presso: Westin Crown Center Hotel, Kansas City, MO il 27 aprile 2002 | * Cerimoniere:Esther Friesner Presentazione tenutasi presso: Westin Crown Center Hotel, Kansas City, MO il 27 aprile 2002 | [ 276 ]  |

Nebula Conference 2003: L’evento del 2003, tenutosi dal 18 al 20 aprile, si è aperto il venerdì sera alla Biblioteca libera di Filadelfia con la tradizionale sessione degli autografi degli autori sulle proprie opere. Le conferenze tenute nella giornata di sabato hanno riguardato trust letterari e promozioni di libri. Harry Harrison ha svolto il ruolo di cerimoniere, non sono stati presenti oratori principale. Charles Brown annunciò la creazione del museo della fantascienza presso l'Experience Music Project and Science Fiction Museum and Hall of Fame di Seattle da parte di Paul Allen (il museo di fantascienza e la Hall of Fame sono stati fondati da Paul Allen e sua sorella Jody Patton e sono stati aperti al pubblico il 18 giugno 2004. Comprendeva la Science Fiction e la Fantasy Hall of Fame, istituita nel 1996. Il museo, diviso in diverse gallerie con temi come "Homeworld", "Fantastic Voyages", "Brave New Worlds" e "Them!", ognuno dei quali mostra memorabilia correlati (oggetti di scena per film, prime edizioni, costumi e modelli) in grandi vetrine, poster e display interattivi).
| Anno | Fotografia vincitori | Vincitori e nominati | Romanzo | Note     |
| ---- | --- | --- | --- | -------- |
| 2003 | | Neil Gaiman | American Gods | [ N 63 ] |
| 2003 | Kelley Eskridge | Solitaire | | [ N 63 ] |
| 2003 | Ursula K. Le Guin | I venti di Earthsea | | [ N 63 ] |
| 2003 | Robert A. Metzger | Picoverse | | [ N 63 ] |
| 2003 | China Miéville | Perdido Street Station | | [ N 63 ] |
| 2003 | Michael Swanwick | Ossa della Terra | | [ N 63 ] |
| 2003 | * Cerimoniere:Harry Harrison Presentazione tenutasi presso: Radisson Plaza-Warwick Hotel, Filadelfia, Pennsylvania, il 19 aprile 2003 | * Cerimoniere:Harry Harrison Presentazione tenutasi presso: Radisson Plaza-Warwick Hotel, Filadelfia, Pennsylvania, il 19 aprile 2003 | * Cerimoniere:Harry Harrison Presentazione tenutasi presso: Radisson Plaza-Warwick Hotel, Filadelfia, Pennsylvania, il 19 aprile 2003 | [ 282 ]  |

Nebula Conference 2004: L’evento del 2004, tenutosi dal 18 al 21 aprile, ha avuto inizio il giovedi sera con un ricevimento di inaugurazione per il fine settimana. L’evento è stato seguito anche da Science Friday, talk show settimanale che trasmette ogni venerdì su stazioni radio pubbliche, distribuito da WNYC Studios, con sessioni dedicate a una serie di articoli sulle scienze biologiche, fisiche e teoriche. Nella sera di venerdì si sono tenuti i tradizionali autografi alle relative opere da parte degli autori nominati presso il Barnes & Noble locale. La serata è proseguita con un'esibizione dei Blöödhag, gruppo Death metal di Seattle, chiudendo infine la serata con la consegna dei certificati ai vincitori e delle spille ai nominati. Nella giornata di sabato, coincidente con il Writer’s Saturday ha visto tenersi diverse sessioni a tema dedicati all'attività di scrittura: e-book, e-rights, e-piracy, pubblicazioni web, ecc. Neal Stephenson ha svolto il ruolo di cerimoniere per il banchetto. Rick Rashid, vicepresidente senior della ricerca Microsoft, è stato il relatore principale assieme a Jeff Bezos. Il programma è proseguito nella giornata di domenica con il tradizionale banchetto e successivamente con un tour di anteprima presso il Experience Music Project and Science Fiction Museum and Hall of Fame inaugurato proprio nel 2004.
| Anno | Fotografia vincitori | Vincitori e nominati | Romanzo | Note     |
| ---- | --- | --- | --- | -------- |
| 2004 | | Elizabeth Moon | La velocità del buio | [ N 64 ] |
| 2004 | Lois McMaster Bujold | Immunità diplomatica | | [ N 64 ] |
| 2004 | Carol Emshwiller | The Mount | | [ N 64 ] |
| 2004 | Kathleen Ann Goonan | Light Music | | [ N 64 ] |
| 2004 | Nalo Hopkinson | The Salt Roads | | [ N 64 ] |
| 2004 | Jack McDevitt | Chindi | | [ N 64 ] |
| 2004 | * Cerimoniere:Neal Stephenson Presentazione tenutasi presso: Westin Seattle Hotel, Seattle, Washington il 17 aprile 2004 | * Cerimoniere:Neal Stephenson Presentazione tenutasi presso: Westin Seattle Hotel, Seattle, Washington il 17 aprile 2004 | * Cerimoniere:Neal Stephenson Presentazione tenutasi presso: Westin Seattle Hotel, Seattle, Washington il 17 aprile 2004 | [ 288 ]  |

Nebula Conference 2005: L’evento del 2005, tenutosi dal 28 aprile al 1º maggio, si è aperto il giovedì, con un simposio durato l’intera giornata in collaborazione con l'Illinois State Bar Association (Isba), tra le più grandi associazioni di avvocati statali volontarie del paese con circa 28.000 avvocati, in materia di diritti d'autore. Nella giornata di venerdì, si sono tenuti tour all'Argonne National Laboratory e al Fermilab, nella quale si sono tenute sessioni pertinenti in loco. Il tradizionale evento degli autografi alle opere si è tenuto in due diverse sessioni, venerdì e domenica, a causa delle dimensioni ridotte della libreria della Borders Group che ospitava gli autori, al fine di dare a tutti la possibilità di partecipare. Il venerdì sera in occasione del suo 97 ° compleanno, fu fatta una telefonata a Jack Williamson. Si sono tenute diverse conferenze oltre al tradizionale Business Meeting nella giornata di sabato. Neil Gaiman ha svolto il ruolo di cerimoniere senza alcun discorso di apertura. Anne McCaffrey è stata premiata con il Gran Master durante il banchetto. L’evento ha visto la presenza di tutti i membri storici della SFWA in occasione del quarantesimo anniversario dell'organizzazione. I centrotavola del banchetto, dei burattini dalle sembianze di drago, sono stati messi all'asta, ottenendo $ 1100, proventi destinati al Emergency Medical Fund.

| Anno | Fotografia vincitori                                                                                         | Vincitori e nominati                                                                                         | Romanzo | Note     |
| ---- | --- | --- | --- | -------- |
| 2005 | | Lois McMaster Bujold                                                                                         | La messaggera delle anime                                                                                    | [ N 66 ] |
| 2005 | Cory Doctorow                                                                                                | Down and Out in the Magic Kingdom                                                                            | | [ N 66 ] |
| 2005 | Jack McDevitt                                                                                                | Omega | | [ N 66 ] |
| 2005 | David Mitchell                                                                                               | L'atlante delle nuvole                                                                                       | | [ N 66 ] |
| 2005 | Sean Stewart                                                                                                 | Perfect Circle                                                                                               | | [ N 66 ] |
| 2005 | Gene Wolfe                                                                                                   | The Knight                                                                                                   | | [ N 66 ] |
| 2005 | * Cerimoniere:Neil Gaiman Presentazione tenutasi presso: Allegro Hotel, Chicago, Illinois, il 30 aprile 2005 | * Cerimoniere:Neil Gaiman Presentazione tenutasi presso: Allegro Hotel, Chicago, Illinois, il 30 aprile 2005 | * Cerimoniere:Neil Gaiman Presentazione tenutasi presso: Allegro Hotel, Chicago, Illinois, il 30 aprile 2005 | [ 293 ]  |

Nebula Conference 2006: L’evento del 2006, tenutosi dal 4 al 7 maggio, si è aperto con un ricevimento serale il giovedì, il giorno successivo si sono tenute sessioni sulla programmazione e sulle letture. In serata è stata celebrata una messa di segno in una sala per banchetti. La programmazione ha riguardato argomenti di interesse sia per la parte aziendale che tecnica relativa alla scrittura. Richard Curtis ha tenuto un discorso circa il fallimento di iBooks. Seguendo l'esempio di Chicago, si e riproposta un'asta per devolvere il ricavato al EMF, ancora una volta con i centrotavola, questa volta di Lisa Snellings-Clark, la quale ha raccolto $ 1.540 e un'asta di beneficenza gestita da Ellen Klages con l'aiuto di Harlan Ellison ha raccolto altri $ 6.041. Connie Willis ha svolto il ruolo di cerimoniere.
| Anno | Fotografia vincitori                                                                                                  | Vincitori e nominati                                                                                                  | Romanzo | Note     |
| ---- | --- | --- | --- | -------- |
| 2006 | | Joe Haldeman | I protomorfi | [ N 67 ] |
| 2006 | Susanna Clarke | Jonathan Strange & il signor Norrell                                                                                  | | [ N 67 ] |
| 2006 | Jack McDevitt | Polaris | | [ N 67 ] |
| 2006 | Terry Pratchett | Going Postal | | [ N 67 ] |
| 2006 | Geoff Ryman | Air | | [ N 67 ] |
| 2006 | John C. Wright | Orphans of Chaos | | [ N 67 ] |
| 2006 | * Cerimoniere:Connie Willis Presentazione tenutasi presso: Mission Palms Hotel di Tempe, in Arizona, il 6 maggio 2006 | * Cerimoniere:Connie Willis Presentazione tenutasi presso: Mission Palms Hotel di Tempe, in Arizona, il 6 maggio 2006 | * Cerimoniere:Connie Willis Presentazione tenutasi presso: Mission Palms Hotel di Tempe, in Arizona, il 6 maggio 2006 | [ 300 ]  |

Nebula Conference 2007: L’evento del 2007 si è aperto con delle sessioni sul workshop e sulle letture, mentre il venerdì si sono tenute delle sessioni incentrate principalmente su argomentazioni inerenti a riviste. Il tradizionale evento degli autografi alle opere si è tenuto presso la sede locale della Borders Group, alla quale hanno partecipato circa 75 autori, mentre successivamente si è tenuto un tour per la città di New York, sia nella parte frequentata che nella parte vecchia della città. John Douglas ha organizzato un evento nel quale si sono tenuti incontri tra agenti e autori. Ronald D. Moore, produttore di Battlestar Galactica ha ricoperto il ruolo di cerimoniere, durante l’evento, Tom Doherty ha ricevuto il Silver Bullet Award dal deputato Charles B. Rangel.
| Anno | Fotografia vincitori                                                                                                 | Vincitori e nominati                                                                                                 | Romanzo | Note     |
| ---- | --- | --- | --- | -------- |
| 2007 | | Jack McDevitt | Seeker | [ N 68 ] |
| 2007 | Ellen Kushner | The Privilege of the Sword                                                                                           | | [ N 68 ] |
| 2007 | Jeffrey Ford | The Girl in the Glass                                                                                                | | [ N 68 ] |
| 2007 | Jo Walton | Farthing | | [ N 68 ] |
| 2007 | Richard Bowes | From the Files of the Time Rangers                                                                                   | | [ N 68 ] |
| 2007 | Wil McCarthy | To Crush the Moon | | [ N 68 ] |
| 2007 | * Cerimoniere:Ronald D. Moore Presentazione tenutasi presso: Financial Center, New York, New York, il 12 maggio 2007 | * Cerimoniere:Ronald D. Moore Presentazione tenutasi presso: Financial Center, New York, New York, il 12 maggio 2007 | * Cerimoniere:Ronald D. Moore Presentazione tenutasi presso: Financial Center, New York, New York, il 12 maggio 2007 | [ 305 ]  |

Nebula Conference 2008: L’evento del 2008 ha avuto luogo in Texas, il fine settimana è stato programmato senza particolari eventi di rilievo, lasciando ai partecipanti il tempo di passeggiare per le strade di Austin. C'erano gallerie d'arte, musei, ristoranti e diversi edifici della capitale da esplorare, molti si sino recati sul Congress Avenue Bridge per vedere il Bat Watching, uno degli eventi più noti della città nel quale sciami di pipistrelli volano fuori dal ponte al tramonto (cosa che non è accaduta a causa del tempo umido). Nella giornata di giovedì, era possibile risiedere presso la sala dell'ospitalità, con un bar e un tavolo da biliardo molto popolare, aperta agli arrivi anticipati. Il venerdì sera si è tenuto il ricevimento per i candidati, seguito dal tradizionale evento di firme alle opere candidate, quest’ultimo sponsorizzato da Book People. All’evento hanno preso parte circa 200 persone tra autore, editori ecc., i partecipanti hanno incontrato un clima caldo e afoso in Texas e alcuni spettacolari temporali notturni. Joe R. Lansdale ha svolto il ruolo di cerimoniere, mentre David D. Levine ha tenuto il discorso principale.
| Anno | Fotografia vincitori | Vincitori e nominati | Romanzo | Note     |
| ---- | --- | --- | --- | -------- |
| 2008 | | Michael Chabon | Il sindacato dei poliziotti yiddish                                                                                            | [ N 70 ] |
| 2008 | Tobias Buckell | Ragamuffin | | [ N 70 ] |
| 2008 | Joe Haldeman | Cronomacchina accidentale | | [ N 70 ] |
| 2008 | Nalo Hopkinson | The New Moon's Arms | | [ N 70 ] |
| 2008 | Jack McDevitt | Odyssey | | [ N 70 ] |
| 2008 | * Cerimoniere:Joe R. Lansdale Presentazione tenutasi presso: Omni Austin Hotel Downtown ad Austin, in Texas, il 26 aprile 2008 | * Cerimoniere:Joe R. Lansdale Presentazione tenutasi presso: Omni Austin Hotel Downtown ad Austin, in Texas, il 26 aprile 2008 | * Cerimoniere:Joe R. Lansdale Presentazione tenutasi presso: Omni Austin Hotel Downtown ad Austin, in Texas, il 26 aprile 2008 | [ 316 ]  |

Nebula Conference 2009: L'evento del 2009 fu inizialmente programmato per essere gestito da LASFS (Los Angeles Science Fantasy Society, società composta da fan nel settore della fantascienza e del fantasy i cui membri si incontrano nella zona di Los Angeles), mentre il testimone passerà a Christine Valada, fotografo e avvocato, reduce tra l'altro da un catastrofico incendio in casa circa un mese prima dell'evento. L'hotel scelto per gli ospiti dell'evento era situato nel Sepulvada Pass su Hollywood Boulevard. Nonostante non fosse prevista alcuna sessione dedicata alla forma delle opere, come di tradizione ogni anno, diversi autori hanno avuto modo di presentare le proprie opere e autografarle nell'ambito del Los Angeles Times Festival of Books, festival pubblico gratuito che celebra la parola scritta nonché il più grande festival del libro degli Stati Uniti, attirando ogni anno circa 150.000 partecipanti. Per il secondo anno consecutivo, le programmazioni del fine settimana non sono state esageratamente ricercate, limitandosi ad un ricevimento il venerdì sera e ad un brunch il sabato organizzato con la Writers Guild of America. Vans ha portato i partecipanti al campus della UCLA dove si è tenuto il banchetto con Janis Ian nei panni di cerimoniere che ha cantato una versione fantascientifica della sua canzone At Seventeen. Il relatore principale è stato il produttore della serie televisiva The Big Bang Theory Chuck Lorre. Il Premio Bradbury è stato assegnato a Joss Whedon, non presente all'evento, accettandolo tramite collegamento video. C'è stato anche un premio per la sceneggiatura presentato da Wil Wheaton. Durante l'evento si è annunciato il ritiro del Premio Nebula per la migliore presentazione drammatica, sostituito dal Premio Ray Bradbury per l'eccezionale presentazione drammatica.
| Anno | Fotografia vincitori | Vincitori e nominati | Romanzo | Note     |
| ---- | --- | --- | --- | -------- |
| 2009 | | Ursula K. Le Guin | Powers | [ N 71 ] |
| 2009 | Cory Doctorow | Little Brother | | [ N 71 ] |
| 2009 | Jack McDevitt | Cauldron | | [ N 71 ] |
| 2009 | Ian McDonald | Brasyl | | [ N 71 ] |
| 2009 | Terry Pratchett | Making Money | | [ N 71 ] |
| 2009 | David J. Schwartz | Superpowers | | [ N 71 ] |
| 2009 | * Cerimoniere:Janis Ian Presentazione tenutasi presso: Covell Commons, Grand Horizon Ballroom, UCLA a Los Angeles, California, il 25 aprile 2009 | * Cerimoniere:Janis Ian Presentazione tenutasi presso: Covell Commons, Grand Horizon Ballroom, UCLA a Los Angeles, California, il 25 aprile 2009 | * Cerimoniere:Janis Ian Presentazione tenutasi presso: Covell Commons, Grand Horizon Ballroom, UCLA a Los Angeles, California, il 25 aprile 2009 | [ 321 ]  |

### Anni 2010-2019
Nebula Conference 2010: L’evento del 2010 si è aperto con l'intrattenimento più interessante del fine settimana tenutosi il venerdì pomeriggio, nel quale, la maggior parte dei partecipanti ai Nebula sono stati accompagnati al sito di osservazione Banana River per assistere a quello che doveva essere il lancio finale della Space Shuttle Atlantis .
Vista la grande distanza tra l’hotel e il Barnes & Noble locale più vicino, la tradizionale firma delle opere da parte degli autori si è tenuta direttamente in hotel, organizzato per l’evento, seguito da un ricevimento all'aperto dove Neal Barrett, Jr. ha ricevuto il riconoscimento come autore emerito, assieme al Premio Nebula autore emerito, noto anche come Premio Emeritus. La programmazione del sabato ha avuto sessioni dedicate al futuro dell'editoria, della pianificazione finanziaria e dei social network. Il banchetto è stato seguito da Allen Steele, che ha tenuto un discorso incentrato sulle sue esperienze come giornalista sulla NASA mentre David Levine ha parlato delle sue esperienze con la Mars Desert Research Station. La cerimonia è stata trasmessa in streaming su Internet in tempo reale, permettendo di poter tenere una festa parallela a New York sponsorizzata da John Ordover.
| Anno | Fotografia vincitori | Vincitori e nominati | Romanzo | Note     |
| ---- | --- | --- | --- | -------- |
| 2010 | | Paolo Bacigalupi | La ragazza meccanica | [ N 73 ] |
| 2010 | Christopher Barzak | The Love We Share Without Knowing | | [ N 73 ] |
| 2010 | Laura Anne Gilman | Flesh and Fire | | [ N 73 ] |
| 2010 | China Miéville | La città e la città | | [ N 73 ] |
| 2010 | Cherie Priest | Boneshaker | | [ N 73 ] |
| 2010 | Jeff VanderMeer | Finch | | [ N 73 ] |
| 2010 | * Cerimoniere:Allen Steele Presentazione tenutasi presso: Hilton Cocoa Beach Hotel sull'oceano a Cocoa Beach, in Florida, il 15 maggio 2010 | * Cerimoniere:Allen Steele Presentazione tenutasi presso: Hilton Cocoa Beach Hotel sull'oceano a Cocoa Beach, in Florida, il 15 maggio 2010 | * Cerimoniere:Allen Steele Presentazione tenutasi presso: Hilton Cocoa Beach Hotel sull'oceano a Cocoa Beach, in Florida, il 15 maggio 2010 | [ 326 ]  |

Nebula Conference 2011: A differenza degli altri anni, la sede locale della Barnes & Noble ha rifiutato di ospitare il tradizionale evento della firma delle opere degli autori nominati ai Nebula, pertanto i coordinatori hanno organizzato la creazione di una libreria presso l'hotel, consentendo agli autori di vendere i loro libri attraverso una piattaforma negozio e organizzando anche la spedizione di libri finalizzata alla vendita, attraverso la Ingram Content Group. Permettendo così alla SFWA di trarre profitto dalle vendite dei libri. La libreria creata per l’occasione è stata aperta per tutto il fine settimana, permettendo di concludere buone vendite culminate appunto durante la giornata dedicata agli autografi di massa, che si è tenuto anche in hotel venerdì sera. Sono stati organizzati dei tour guidati al National Air and Space Museum, al National Museum of Natural History, al National Museum of the American Indian e alla Biblioteca del Congresso. Diverse sessioni con svariate tematiche si sono svolte nelle giornate di venerdì e sabato. Michael Swanwick ha svolto il ruolo di cerimoniere, mentre Michael Dirda quello di oratore principale. La cerimonia è stata trasmessa in streaming su Internet in tempo reale, permettendo di poter tenere una festa parallela a New York sponsorizzata per il secondo anno di fila da John Ordover.
| Anno | Fotografia vincitori                                                                                                | Vincitori e nominati                                                                                                | Romanzo | Note     |
| ---- | --- | --- | --- | -------- |
| 2011 | | Connie Willis | Blackout/All Clear                                                                                                  | [ N 74 ] |
| 2011 | M.K. Hobson | The Native Star | | [ N 74 ] |
| 2011 | N. K. Jemisin | I centomila regni                                                                                                   | | [ N 74 ] |
| 2011 | Mary Robinette Kowal                                                                                                | Shades of Milk and Honey                                                                                            | | [ N 74 ] |
| 2011 | Jack McDevitt | Echo | | [ N 74 ] |
| 2011 | Nnedi Okorafor | Chi teme la morte                                                                                                   | | [ N 74 ] |
| 2011 | * Cerimoniere:Michael Swanwick Presentazione tenutasi presso: Washington Hilton a Washington, DC, il 21 maggio 2011 | * Cerimoniere:Michael Swanwick Presentazione tenutasi presso: Washington Hilton a Washington, DC, il 21 maggio 2011 | * Cerimoniere:Michael Swanwick Presentazione tenutasi presso: Washington Hilton a Washington, DC, il 21 maggio 2011 | [ 331 ]  |

Nebula Conference 2012: L'SFWA ha organizzato diversi tour guidati a Washington, riproponendo siti visitati l’anno prima, tra cui la Biblioteca del Congresso, la National Gallery of Art, il National Air and Space Museum e il Bureau of Engraving and Printing. Nella giornata di giovedì, si sono tenute delle degustazioni di whisky ospitate da Mary Robinette Kowal e Myke Cole. La programmazione delle sessioni fine settimanli è iniziata il venerdì e ha incluso il come tematiche la progettazione di workshop e la progettazione di e-book, oltre a queste tematiche si sono tenute altre sessioni, arrivando ad un totale di diciassette. Visto il successo dell’anno precedente, la SFWA ha riproposto la creazione di una libreria presso l'hotel, consentendo agli autori di vendere i loro libri attraverso una piattaforma negozio e organizzando anche la spedizione di libri finalizzata alla vendita, attraverso la Ingram Content Group, l’evento ha visto la partecipazione di 56 autori. Walter Jon Williams ha ricoperto il ruolo di cerimoniere, mentre l'astronauta Mike Fincke ha esposto un divertente discorso di presentazione. La cerimonia è stata trasmessa in streaming su Internet in tempo reale, permettendo di poter tenere una festa parallela a New York sponsorizzata per il terzo anno di fila da John Ordover.
| Anno | Fotografia vincitori | Vincitori e nominati | Romanzo | Note     |
| ---- | --- | --- | --- | -------- |
| 2012 | | Jo Walton | Un altro mondo | [ N 75 ] |
| 2012 | China Miéville | Embassytown | | [ N 75 ] |
| 2012 | Jack McDevitt | Firebird | | [ N 75 ] |
| 2012 | Kameron Hurley | God's War | | [ N 75 ] |
| 2012 | Genevieve Valentine | Mechanique: A Tale of the Circus Tresaulti                                                                                               | | [ N 75 ] |
| 2012 | N. K. Jemisin | The Kingdom of Gods | | [ N 75 ] |
| 2012 | * Cerimoniere:Walter Jon Williams Presentazione tenutasi presso: Hyatt Regency Crystal City ad Arlington, in Virginia, il 19 maggio 2012 | * Cerimoniere:Walter Jon Williams Presentazione tenutasi presso: Hyatt Regency Crystal City ad Arlington, in Virginia, il 19 maggio 2012 | * Cerimoniere:Walter Jon Williams Presentazione tenutasi presso: Hyatt Regency Crystal City ad Arlington, in Virginia, il 19 maggio 2012 | [ 335 ]  |

Nebula Conference 2013: Giovedì 17 e venerdì 18 maggio si sono svolte le visite presso il Museo Egizio di Rosacroce e presso il Computer History Museum. Venerdì in serata è stata dedicata a diverse letture di romanzi fantascientifici, in occasione dell’evento mensile SF in SF (Science Fiction in San Francisco), programmato in concomitanza ai Nebula Awards Weekend. La programmazione iniziata il venerdì ha visto l’allestimento di nove stend di presentazione nei quali si garantiva al pubblico la possibilità di acquisto dei libri in lizza, curata da Borderlands Books, nonché la possibilità di autografo degli autori. Un totale di sessantadue autori hanno partecipato all’evento. Per il quarto anno consecutivo, l'evento è stato trasmesso in streaming su Internet. La celebrazione parallela di è tenuta presso New York, organizzata da John Ordover. 
| Anno | Fotografia vincitori | Vincitori e nominati | Romanzo | Note     |
| ---- | --- | --- | --- | -------- |
| 2013 | | Kim Stanley Robinson | 2312 | [ N 76 ] |
| 2013 | Saladin Ahmed | l trono della luna crescente                                                                                                | | [ N 76 ] |
| 2013 | Tina Connolly | Ironskin | | [ N 76 ] |
| 2013 | N. K. Jemisin | La luna che uccide | | [ N 76 ] |
| 2013 | Caitlín R. Kiernan | The Drowning Girl | | [ N 76 ] |
| 2013 | Mary Robinette Kowal | Glamour in Glass | | [ N 76 ] |
| 2013 | * Cerimoniere:Robert Silverberg Presentazione tenutasi presso: San José Hilton a San José, in California, il 18 maggio 2013 | * Cerimoniere:Robert Silverberg Presentazione tenutasi presso: San José Hilton a San José, in California, il 18 maggio 2013 | * Cerimoniere:Robert Silverberg Presentazione tenutasi presso: San José Hilton a San José, in California, il 18 maggio 2013 | [ 339 ]  |

| Anno | Fotografia vincitori | Vincitori e nominati                         | Romanzo                                 | Note     |
| ---- | -------------------- | -------------------------------------------- | --------------------------------------- | -------- |
| 2014 |                      | Ann Leckie                                   | Ancillary Justice - La vendetta di Breq | [ N 77 ] |
| 2014 | Karen Joy Fowler     | Siamo tutti completamente fuori di noi       |                                         | [ N 77 ] |
| 2014 | Neil Gaiman          | L'oceano in fondo al sentiero                |                                         | [ N 77 ] |
| 2014 | Charles E. Gannon    | Fire with Fire                               |                                         | [ N 77 ] |
| 2014 | Nicola Griffith      | Hild                                         |                                         | [ N 77 ] |
| 2014 | Linda Nagata         | Red: La prima luce                           |                                         | [ N 77 ] |
| 2014 | Sofia Samatar        | A Stranger in Olondria                       |                                         | [ N 77 ] |
| 2014 | Helene Wecker        | The Golem and the Jinni                      |                                         | [ N 77 ] |
| 2015 |                      | Jeff VanderMeer                              | Annientamento                           | [ N 78 ] |
| 2015 | Katherine Addison    | The Goblin Emperor                           |                                         | [ N 78 ] |
| 2015 | Charles E. Gannon    | Trial by Fire                                |                                         | [ N 78 ] |
| 2015 | Ann Leckie           | Ancillary Sword - La stazione di Athoek      |                                         | [ N 78 ] |
| 2015 | Liu Cixin            | Il problema dei tre corpi                    |                                         | [ N 78 ] |
| 2015 | Jack McDevitt        | Coming Home                                  |                                         | [ N 78 ] |
| 2016 |                      | Naomi Novik                                  | Cuore oscuro                            | [ N 79 ] |
| 2016 | Ann Leckie           | Ancillary Mercy                              |                                         | [ N 79 ] |
| 2016 | Lawrence M. Schoen   | Barsk: The Elephants' Graveyard              |                                         | [ N 79 ] |
| 2016 | N. K. Jemisin        | La quinta stagione                           |                                         | [ N 79 ] |
| 2016 | Ken Liu              | The Grace of Kings                           |                                         | [ N 79 ] |
| 2016 | Charles E. Gannon    | Raising Caine                                |                                         | [ N 79 ] |
| 2016 | Fran Wilde           | Updraft                                      |                                         | [ N 79 ] |
| 2017 |                      | Charlie Jane Anders                          | Tutti gli uccelli nel cielo             | [ N 80 ] |
| 2017 | Mishell Baker        | Borderline                                   |                                         | [ N 80 ] |
| 2017 | N. K. Jemisin        | Il portale degli obelischi                   |                                         | [ N 80 ] |
| 2017 | Yoon Ha Lee          | Ninefox Gambit                               |                                         | [ N 80 ] |
| 2017 | Nisi Shawl           | Everfair                                     |                                         | [ N 80 ] |
| 2018 |                      | N. K. Jemisin                                | Il cielo di pietra                      | [ N 81 ] |
| 2018 | Lara Elena Donnelly  | Amberlough                                   |                                         | [ N 81 ] |
| 2018 | Theodora Goss        | The Strange Case of the Alchemist's Daughter |                                         | [ N 81 ] |
| 2018 | Daryl Gregory        | Spoonbenders                                 |                                         | [ N 81 ] |
| 2018 | Mur Lafferty         | Six Wakes                                    |                                         | [ N 81 ] |
| 2018 | Fonda Lee            | Jade City                                    |                                         | [ N 81 ] |
| 2018 | Annalee Newiz        | Autonomous                                   |                                         | [ N 81 ] |
| 2019 |                      | Mary Robinette Kowal                         | The Calculating Stars                   | [ N 82 ] |
| 2019 | Sam J. Miller        | Blackfish City                               |                                         | [ N 82 ] |
| 2019 | R. F. Kuang          | The Poppy War                                |                                         | [ N 82 ] |
| 2019 | Naomi Novik          | Spinning Silver                              |                                         | [ N 82 ] |
| 2019 | Rebecca Roanhorse    | Trail of Lightning                           |                                         | [ N 82 ] |
| 2019 | C. L. Polk           | Witchmark                                    |                                         | [ N 82 ] |

### Anni 2020-2029
| Anno | Fotografia vincitori | Vincitori e nominati          | Romanzo              | Note     |
| ---- | -------------------- | ----------------------------- | -------------------- | -------- |
| 2020 |                      | Sarah Pinsker                 | A Song for a New Day | [ N 83 ] |
| 2020 | Charles E. Gannon    | Marque of Caine               |                      | [ N 83 ] |
| 2020 | Alix E. Harrow       | Le diecimila porte di January |                      | [ N 83 ] |
| 2020 | Arkady Martine       | A Memory Called Empire        |                      | [ N 83 ] |
| 2020 | Silvia Moreno-Garcia | Gods of Jade and Shadow       |                      | [ N 83 ] |
| 2020 | Tamsyn Muir          | Gideon the Ninth              |                      | [ N 83 ] |

| Anno | Fotografia vincitori | Vincitori e nominati | Romanzo        | Note     |
| ---- | -------------------- | -------------------- | -------------- | -------- |
| 2021 |                      | Martha Wells         | Network Effect | [ N 84 ] |
| 2021 | N. K. Jemisin        | The City We Became   |                | [ N 84 ] |
| 2021 | Silvia Moreno-Garcia | Mexican Gothic       |                | [ N 84 ] |
| 2021 | C. L. Polk           | The Midnight Bargain |                | [ N 84 ] |
| 2021 | Rebecca Roanhorse    | Balck Sun            |                | [ N 84 ] |
| 2021 | Susanna Clarke       | Piranesi             |                | [ N 84 ] |

| Anno | Fotografia vincitori | Vincitori e nominati      | Romanzo           | Note     |
| ---- | -------------------- | ------------------------- | ----------------- | -------- |
| 2022 |                      | P. Djèlí Clark            | A Master of Djinn | [ N 85 ] |
| 2022 | C.L. Clark           | The Unbroken              |                   | [ N 85 ] |
| 2022 | S. B. Divya          | Machinehood               |                   | [ N 85 ] |
| 2022 | Arkady Martine       | A Desolation Called Peace |                   | [ N 85 ] |
| 2022 | Jason Sanford        | Plague Birds              |                   | [ N 85 ] |

| Anno | Fotografia vincitori | Vincitori e nominati    | Romanzo | Note     |
| ---- | -------------------- | ----------------------- | ------- | -------- |
| 2023 |                      | R. F. Kuang             | Babel   | [ N 86 ] |
| 2023 | Travis Baldree       | Legends & Lattes        |         | [ N 86 ] |
| 2023 | Nicola Griffith      | Spear                   |         | [ N 86 ] |
| 2023 | T. Kingfisher        | Nettle & Bone           |         | [ N 86 ] |
| 2023 | Tamsyn Muir          | Nona the Ninth          |         | [ N 86 ] |
| 2023 | Ray Nayler           | The Mountain in the Sea |         | [ N 86 ] |

| Anno | Fotografia vincitori | Vincitori e nominati | Romanzo                      | Note     |
| ---- | -------------------- | -------------------- | ---------------------------- | -------- |
| 2024 |                      | John Wiswell         | Qualcuno in cui fare il nido | [ N 87 ] |

## Plurivincitori
La plurivincitrice di questo riconoscimento è Ursula K. Le Guin, che l'ha ricevuto quattro volte: nel 1970 per La mano sinistra delle tenebre, nel 1975 per I reietti dell'altro pianeta, nel 1991 per L'isola del drago e nel 2009 per Powers.
| Vincitore            | Vittorie | Anni                   |
| -------------------- | -------- | ---------------------- |
| Ursula K. Le Guin    | 4        | 1970, 1975, 1991, 2009 |
| Joe Haldeman         | 3        | 1976, 1999, 2006       |
| Samuel R. Delany     | 2        | 1967, 1968             |
| Frederik Pohl        | 2        | 1977, 1978             |
| Arthur C. Clarke     | 2        | 1974, 1980             |
| Orson Scott Card     | 2        | 1986, 1987             |
| Vonda N. McIntyre    | 2        | 1979, 1998             |
| Greg Bear            | 2        | 1995, 2001             |
| Lois McMaster Bujold | 2        | 1989, 2005             |
| Connie Willis        | 2        | 1993, 2011             |
| Kim Stanley Robinson | 2        | 1994, 2013             |

### Annotazioni
1. ↑  originariamente fu pubblicato in due parti tra il 1963 e il 1965 sulla rivista Analog (ex Astounding Magazine), rispettivamente con i titoli di Dune World e The Prophet of Dune,[10] e successivamente apparso per la prima volta in volume nello stesso anno 1965 col suo titolo definitivo, la versione votata dalla giuria sarà proprio quest'ultima, prodotta dalla Chilton Books. Si aggiudicherà anche il premio Hugo[11] lo stesso anno.
2. ↑  Premio Nebula per il miglior romanzo 1966[12][13][14][15]
3. ↑  Pubblicato nel 1965[16] l'opera ha ricevuto una critica positiva, in una recensione del libro Science Fiction and Fantasy Book Review viene sottolineato il grande punto di forza di Simak nella creazione di non-umani comprensivi che tentano pazientemente di comunicare con l'umanità diffidente. La rivista ha anche affermato che il lavoro di Simak rispecchiava accuratamente le preoccupazioni degli anni '60.[17]
Nel 2009 i recensori di The Dome, libro di Stephen King hanno sottolineato come il romanzo di Clifford D. Simak fosse fonte d'ispirazione dell'autore per la misteriosa cupola trasparente.[18]
4. ↑  Pubblicato per la prima volta nel 1959 solo da Theodore L. Thomas sul digest Fantastic compagno della rivista Amazing Stories e successivamente ampliato nel 1965 con la collaborazione di Kate Wilhelm,[19][20] al suo primo racconto fantascientifico Dalle fogne di Chicago viene considerato uno dei rari libri sf ad usare i cloni in senso strettamente biologico, attraverso la descrizione di un formidabile e vorace Blob sempre crescente (Grey goo), offendo una dimostrazione competente della sua capacità da autrice di far fronte ai contenuti di questo genere[21]
5. ↑  Terminato verso la fine del 1963 con i titoli In Earth's Diurnal Course e A Terran Odyssey, fu pubblicato solo due anni più tardi con un titolo che riprendeva chiaramente il capolavoro kubrickiano Dr. Strangelove or: How I Learned to Stop Worrying and Love the Bomb (Il dottor Stranamore - Ovvero: come ho imparato a non preoccuparmi e ad amare la bomba) del 1964 su consiglio dell'editore di Ace Books Donald A. Wollheim.[22][23][24]
6. ↑  pubblicato per la prima volta nel 1965. Il romanzo riprende degli elementi di un precedente racconto di Dick, I giorni di Perky Pat (The Days of Perky Pat), pubblicato nel dicembre 1963 sulla rivista Amazing Stories,[25][26] tuttavia, il romanzo non è una continuazione. All'inizio del terzo capitolo viene fatto riferimento a "... the Printers, the Biltong life forms ..." tratto dal racconto "Pay for the Printer", pubblicato nel 1956, altri temi ricorrenti sono la premonizione come una vocazione accettata figura pesantemente nella trama del racconto di Dick "rapporto di minoranza" (pubblicato per la prima volta nel 1956) e nel suo romanzo Nostri amici da Frolix 8 (Our Friends from Frolix 8).[27]
7. ↑  Pubblicato per la prima volta in tre parti da febbraio ad aprile del 1964 in Irlanda del Nord con il titolo di Open Prison sulla rivista New Worlds[28] e successivamente riproposto nel 1965 dalla Ace Books con il titolo di The Escape Orbit[29][30][31].
8. ↑  Pubblicato per la prima volta nel dicembre del 1965,[32] nonostante Disch non reclamò ispirazione diretta per il romanzo, in un'intervista dichiarò che stava leggendo Anna Karenina e fu ispirato dalla scrittura di Tolstoi.[33]
9. ↑  Pubblicato per la prima volta nel novembre del 1964,[34] nel romanzo viene usata la tecnica del cut-up, che unisce frammenti o testi differenti all'interno del romanzo: tra questi è presente, tra gli altri, La terra desolata di T. S. Eliot. È il terzo libro della Trilogia Nova composta da La macchina morbida (1961), Il biglietto che esplose (1962) (ultimo capitolo della trilogia) e Nova Express. Pasto nudo è considerato l'antefatto di questi libri.[35]
10. ↑  Pubblicato in due parti nel novembre e nel dicembre del 1964 all'interno della rivista If con il titolo di The Hounds of Hell[36][37][38] e successivamente ampliato e pubblicato nel maggio del 1965 con il titolo di A Plague of Demons[39]
11. ↑  Pubblicato per la prima volta nel 1965 dalla Ace Books[40] e sempre nel luglio dello stesso anno con lo stesso titolo sul The Magazine of Fantasy and Science Fiction, (cover di Jack Vaughn # TBT per il numero di F & SF del luglio 1965) occupando quasi metà del numero (58 su 128 pagine) ed è una storia d'avventura piena di imperi galattici, draghi e poeti nomadi, ottenendo incredibilmente le nomination per il miglior romanzo e il miglior romanzo breve.[41]
12. ↑  Pubblicato per la prima volta nel 1965 dalla Ace Books[42][43] si tratta del primo romanzo dell'autore e uno dei suoi più grandi successi, assieme al sequel del 1974 To Sail the Century Sea[44]
13. ↑  Pubblicato per la prima volta in tre parti sulla rivista The Magazine of Fantasy and Science Fiction rispettivamente con i titoli di Marque and Reprisal (febbraio, 1965), Arsenal Port (aprile, 1965), e Admiralty (giugno, 1965), viene successivamente sistemata e riproposta dalla casa editrice Doubleday nello stesso anno.[45][46] Nel romanzo viene presentato per la prima volta il personaggio Gunnar Heim che verrà riproposto nel 1974 su un'altra opera di Anderson, Fire Time[47]
14. ↑  Pubblicato per la prima volta nel maggio del 1966 dalla Ace Books il romanzo affronta tematiche particolari, nel quale l'ipotesi di Sapir-Whorf, nota come ipotesi della relatività linguistica (il linguaggio influenza il pensiero e la percezione), gioca un ruolo fondamentale.[49][50] Nello stesso anno è stato anche nominato anche per il Premio Hugo come miglior romanzo.[51] Nell'edizione del 1982, pubblicata dalla Bantam Books all'interno del volume è presente una breve nota (denominata Nota sul testo di questa edizione) nella quale l'autore ripristina alcune complessità tipografiche, incluse nel manoscritto originale, ma non presenti nell'edizione presentata ai Premi Nebula quindici anni prima, poiché non inclusa dall'editore per motivi tecnici. Inoltre, sono stati ripristinati tagli minori[52]
15. ↑  Premio Nebula per il miglior romanzo 1967[53][54][55]
16. ↑  Fiori per Algernon (Flowers for Algernon) è il titolo del racconto[56] e del romanzo dello scrittore statunitense Daniel Keyes.[57] Il racconto, scritto nel 1958 e pubblicato per la prima volta nel numero di aprile 1959 di The Magazine of Fantasy and Science Fiction,[58] ha vinto l'Hugo Award come miglior racconto nel 1960.[59]
Algernon è un topo da laboratorio che ha subito un intervento chirurgico per aumentare la sua intelligenza. La storia è raccontata da una serie di rapporti sullo stato di avanzamento scritti da Charlie Gordon, il primo soggetto umano per la chirurgia, e tocca temi etici e morali come il trattamento dei disabili mentali.[60][61]
Sebbene il libro sia stato spesso sfidato per la rimozione dalle biblioteche negli Stati Uniti e in Canada, a volte con successo, viene frequentemente insegnato nelle scuole di tutto il mondo ed è stato adattato molte volte per televisione, teatro, radio, inoltre l'adattamento cinematografico I due mondi di Charly ha ottenuto l'Oscar al miglior attore nel 1969.[62][63][64][65]
17. ↑  Pubblicato per la prima volta in cinque parti sulla rivista If tra il dicembre del 1965[66][67][68][69] e l'aprile del 1966,[70][71] nel maggio dello stesso anno viene pubblicato in un unico romanzo dalla G. P. Putnam's Sons[72], nello stesso anno il romanzo vince il premio Hugo per il miglior romanzo[51]
18. ↑  Pubblicato per la prima volta nel 1967 dalla Ace Books[74] Neil Gaiman ne ha scritto una prefazione per l'edizione della Wesleyan University Press del 1998, nella quale lo riassume in poche parole come «la storia di un giovane che va in una grande città, impara alcune semplici verità sull'amore, sul diventare adulti, e decide di tornare a casa»[75] e lo definisce «un bellissimo libro, scritto in modo perturbante, capace di prefigurare molta narrativa che è venuta dopo e troppo a lungo trascurato»,[76] non solo buona sf ma «grande letteratura, poiché è una raffinata trascrizione di sogni, di storie e di miti».[76] Il romanzo è presumibilmente influenzato dal film del 1959 di Marcel Camus, Orfeo Negro (Black Orpheus). Il protagonista, Lo Lobey, è liberamente basato sul personaggio di Orfeo, e il personaggio di Kid Death è anch'esso basato sulla morte in quel film.[77][78] Il romanzo è stato scritto tra il settembre 1965 e il novembre 1966, a New York, Parigi, Venezia, Atene, Istanbul e Londra.[79] L'autore aveva scelto come titolo A Fabulous, Formless Darkness, ma dovette subire l'imposizione di un titolo diverso, più pulp.[80] L'edizione italiana della Fanucci Editore del 2004 recupera l'intenzione originaria di Delany. Il romanzo ha ottenuto la nomination agli Hugo per il miglior romanzo nel 1967[81]
19. ↑  Premio Nebula per il miglior romanzo 1968[82][83][84]
20. ↑  Pubblicato per la prima volta il 25 luglio 1967,[85][86] Si tratta del primo romanzo di Piers Anthony,[87] che nello stesso anno otterrà la nomination al premio Hugo per il miglior romanzo.[81] Seguiranno tre sequel di Chthon, Phtohr pubblicato nel dicembre del 1975,[88] Plasm (ottobre 1987)[89] e Soma (gennaio 1989)[90] entrambi del autore Charles Platt e autorizzati da Anthony.
21. ↑  Pubblicato per la prima volta nel aprile del 1965[91] e successivamente nel aprile del 1967 sulla rivista Galaxy Science Fiction[92][93][94] viene ripubblicato nuovamente nel novembre del 1967 dalla Ballantine Books[95] Entrambe le edizioni ottengono la nomination ai premi Nebula, la prima come miglior romanzo breve nel 1967 e la seconda come miglior romanzo nel 1968.[96]
22. ↑  Pubblicati i primi due capitoli del romanzo come racconti indipendenti sulla rivista The Magazine of Fantasy and Science Fiction, il primo con il titolo Dawn nell'aprile 1967[97] e il secondo con il titolo Death and the Executioner nel giugno 1967,[98][99] la prima edizione integrale del romanzo viene pubblicata nel 1967 dalla casa editrice Doubleday[100] ottenendo il premio Hugo per il miglior romanzo nel 1968.[81]
23. ↑  Il romanzo è stato scritto in due settimane, nel settembre del 1966, di ritorno dal Worldcon tenutosi a Cleveland, al termine di una calda estate durante la quale Silverberg aveva dovuto sottoporsi a una faticosa cura per problemi alla tiroide.[101]
[102] L'opera è stata pubblicata nel agosto del 1967 dalla casa editrice Ballantine Books[103] e nel 1968 è stata candidata al Premio Hugo[104]
Due dei protagonisti del romanzo, Prolisse e Malcondotto, devono il loro nome al commento tagliente di un critico italiano che, su una rivista letta da Silverberg durante la scrittura di Thorns, definiva "prolisso e mal condotto" lo stile dei suoi primi lavori pubblicati per la casa editrice Ace Books. I termini accesero la fantasia dello scrittore che li assegnò quali cognomi ai due personaggi.[102]
24. ↑  Pubblicato per la prima volta nel luglio del 1968, il romanzo è un ampliamemto di una versione precedentemente pubblicata sulla rivista If nel luglio del 1963, quest'ultima è una parte del capitolo III A Universal Education ed appare in forma sostanzialmente diversa con il titolo Down to the Worlds of Men[106][107][108][109] nello stesso anno si è posizionato anche al secondo posto nella classifica per il Premio Hugo per il miglior romanzo.[110]
25. ↑  Premio Nebula per il miglior romanzo 1969[111][112][113]
26. ↑  Pubblicato per la prima volta in una versione più breve serializzata in tre parti come Faust Aleph-Null nella rivista If, tra agosto e ottobre del 1967, l'edizione del libro mantiene la frase come sottotitolo.[114][115] e successivamente nel 1968 dalla Doubleday, ha avuto un sequel, The Day After Judgment pubblicato nell'agosto del 1970 sulla rivista Galaxy Science Fiction[116] e successivamente nel marzo del 1971 dalla casa editrice Doubleday.[117] Insieme, queste due romanzi brevi formano la terza parte della trilogia tematica After Such Knowledge (il titolo è tratto da una linea di Gerontion di T. S. Eliot: "Dopo tale conoscenza, quale perdono?") assieme ai romanzi Guerra al grande nulla e Doctor Mirabilis (romanzo).[118][119] Blish ha dichiarato che solo dopo aver completato la Pasqua Nera si è reso conto che le opere formavano una trilogia.[120] Pasqua Nera e il suo sequel furono successivamente pubblicati in un unico volume con il titolo Black Easter e The Day After Judgment nel 1980; un'edizione del 1990 della Baen Books è stata ribattezzata The Devil's Day dando il nome alla serie.[121][122]
27. ↑  Pubblicato nel 1968,[123] dal romanzo è stato tratto il celebre film Blade Runner di Ridley Scott (1982).[124]
In Italia il libro è stato pubblicato con tre differenti titoli, a seconda dell'anno di uscita. Intitolato dapprima Il cacciatore di androidi, è stato poi edito con lo stesso titolo del film che ne è stato tratto, Blade Runner, per essere successivamente ritradotto e ripubblicato con un titolo più aderente all'originale, Ma gli androidi sognano pecore elettriche? edito dalla Fanucci Editore.[125]
Infarcito dei temi tipici dello scrittore statunitense (cos'è reale e cosa non lo è, cosa è umano e cosa no, le droghe, la repressione poliziesca, le difficili relazioni con le donne, i simulacri), è ritenuto da alcuni[126] inferiore a capolavori quali Ubik o La svastica sul sole, mentre altri critici[127] lo ritengono da inserire a pieno titolo nel novero delle opere maggiori.[128][129]
28. ↑  Pubblicato in lingua originale anche col titolo di Vornan-19, dal nome dell'omonimo viaggiatore del tempo che, dal futuro, torna a visitare la Terra del 1999, l’opera viene originariamente pubblicata nel maggio del 1968 dalla casa editrice Ballantine Books,[130] Si tratta di uno dei romanzi più lunghi di Silverberg di quel tempo, con circa 90.000 parole.[131] In una delle sue introduzioni postume alla prima uscita del libro, Silverberg inizia chiedendo scusa per i suoi precedenti lavori ritenuti dall’autore mediocri e ispirati unicamente alle richieste del mercato, definendo i lavori precedenti "claptrap prodotto in serie" negli anni '50. Silverberg era stato scoraggiato dagli atteggiamenti e dalle reazioni del mercato della fantascienza e si era chinato a dare al mercato ciò che richiedeva. Quindi, dice Silverberg, ha deciso di scrivere delle belle storie, per rivendicare la sua reputazione imbronciata. Così ha scritto Thorns e The Masks of Time. Sono stati fantastici, i recensori li hanno adorati, permettendo a Silverberg di recuperare la sua reputazione.[132] Nel 1970 il romanzo è stato ristampato nel Regno Unito con il titolo di Vornan-19;[133] è stato tradotto in italiano per la prima volta nel 1977.[134][135]
L’opera è stata descritta come "una performance brillante e quasi impeccabile", ed è stato paragonata a Straniero in terra straniera di Robert A. Heinlein. La storia di Vornan-19 è stata descritta come una parodia realistica e ironica delle avventure romantiche e sovrumane di Valentine Michael Smith.[136] Algis Budrys ha citato "problemi gratuiti", ma ha raccomandato ai lettori di "andare a comprarlo. È abbastanza interessante".[137]
29. ↑  Premio Nebula per il miglior romanzo 1970[140][141][142]
30. ↑  Premio Nebula per il miglior romanzo 1971[144][145][146]
31. ↑  Premio Nebula per il miglior romanzo 1972[148][149][150]
32. ↑  Premio Nebula per il miglior romanzo 1973[152][153][154]
33. ↑  Premio Nebula per il miglior romanzo 1974[158][159][157]
34. ↑  Premio Nebula per il miglior romanzo 1975[161][162][163]
35. ↑  Premio Nebula per il miglior romanzo 1976[165][166][167]
36. ↑  Premio Nebula per il miglior romanzo 1977[169][170][171]
37. ↑  Premio Nebula per il miglior romanzo 1978[173][174][175]
38. ↑  Premio Nebula per il miglior romanzo 1979[177][178][179]
39. ↑  Premio Nebula per il miglior romanzo 1980[182][183][184]
40. ↑  Premio Nebula per il miglior romanzo 1981[186][187][188]
41. ↑  Premio Nebula per il miglior romanzo 1982[189][190][191]
42. ↑  Premio Nebula per il miglior romanzo 1983[194][195][196]
43. ↑  Premio Nebula per il miglior romanzo 1984[198][199][200]
44. ↑  Premio Nebula per il miglior romanzo 1985[203][204][205]
45. ↑  Premio Nebula per il miglior romanzo 1986[208][209][210]
46. ↑  Barry Moser (nato nel 1940) è un artista, noto come incisore e illustratore di numerose opere letterarie. È anche proprietario, agente e titolare della casa editrice Pennyroyal Press[211][212].
47. ↑  Premio Nebula per il miglior romanzo 1987[214][215][216]
48. ↑  Premio Nebula per il miglior romanzo 1988[218][219][220]
49. ↑  Premio Nebula per il miglior romanzo 1989[222][223][224]
50. ↑  Premio Nebula per il miglior romanzo 1990[226][227][228]
51. ↑  Premio Nebula per il miglior romanzo 1991[230][231][232]
52. ↑  Premio Nebula per il miglior romanzo 1992[234][235][236]
53. ↑  Premio Nebula per il miglior romanzo 1993[238][239][240]
54. ↑  Premio Nebula per il miglior romanzo 1994[242][243][244]
55. ↑  Premio Nebula per il miglior romanzo 1996[246][247][248]
56. ↑  Premio Nebula per il miglior romanzo 1996[250][251][252]
57. ↑  Premio Nebula per il miglior romanzo 1997[254][255][256]
58. ↑  Premio Nebula per il miglior romanzo 1998[258][259][260]
59. ↑  Premio Nebula per il miglior romanzo 1999[263][264][265]
60. ↑  Premio Nebula per il miglior romanzo 2000[267][268][269]
61. ↑  Premio Nebula per il miglior romanzo 2001[272][273][274]
62. ↑  Premio Nebula per il miglior romanzo 2002[277][278][279]
63. ↑  Premio Nebula per il miglior romanzo 2003[284][285][286]
64. ↑  Premio Nebula per il miglior romanzo 2004[289][290][291]
65. ↑  L’Emergency Medical Fund (EMF) è un fondo istituito per aiutare gli scrittori di genere a pagare spese mediche non altrimenti coperte da assicurazione. Il fondo è destinato a coprire solo a breve termine (vale a dire situazioni di emergenza che interferiscono con la capacità di scrivere). Le richieste devono specificare il destinatario, una descrizione delle circostanze e l'importo del supporto necessario. Ulteriori informazioni possono essere richieste dal comitato EMF.[294]
66. ↑  Premio Nebula per il miglior romanzo 2005[295][296][297][298]
67. ↑  Premio Nebula per il miglior romanzo 2006[301][302][303]
68. ↑  Premio Nebula per il miglior romanzo 2007[306][307][308][309][310]
69. ↑  Il Bat Watching è un fenomeno molto popolare in molti parchi del Texas, negli anni con l’aumentare della popolarità del fenomeno, il Wildlife Department ha messo a disposizione una guida completa a tutti i siti perfetti per quest'attività.[311][312] Ad Austin, nota come La città dei pipistrelli[313] ogni sera d'estate si può assistere a circa un milione e mezzo di pipistrelli che si librano in volo dal Congress Avenue Bridge. Evento che richiama ogni volta circa 100 mila spettatori. Ad agosto c'è il consueto Bat Fest con musica, cibo e ovviamente "Bat Watching".[314]
Vicino alla cittadina di Mason, presso la Eckert James River Bat Cave Preserve risiede una delle colonie più popolose con circa cinque milioni di esemplari.[315]
70. ↑  Premio Nebula per il miglior romanzo 2008[317][318][319][320]
71. ↑  Premio Nebula per il miglior romanzo 2009[322][323][324]
72. ↑  Si tratta della STS-132, missione spaziale del Programma Space Shuttle, la 34ª per la Stazione spaziale internazionale e il volo di assemblaggio ULF4. Il lancio dell'Atlantis è avvenuto come previsto il 14 maggio 2010,[325] mentre l'atterraggio ha avuto luogo senza rinvii il 26 maggio.
73. ↑  Premio Nebula per il miglior romanzo 2010[328][329][330]
74. ↑  Premio Nebula per il miglior romanzo 2011[332][333][334]
75. ↑  Premio Nebula per il miglior romanzo 2012[336][337][338]
76. ↑  Premio Nebula per il miglior romanzo 2013[340][341][342]
77. ↑  Premio Nebula per il miglior romanzo 2014[343][344][345]
78. ↑  Premio Nebula per il miglior romanzo 2015[346][347][348]
79. ↑  Premio Nebula per il miglior romanzo 2016[349][350][351]
80. ↑  Premio Nebula per il miglior romanzo 2017[352][353][354]
81. ↑  Premio Nebula per il miglior romanzo 2018[355][356][357]
82. ↑  Premio Nebula per il miglior romanzo 2018[358][359]
83. ↑  Premio Nebula per il miglior romanzo 2020[360][361]
84. ↑  Premio Nebula per il miglior romanzo 2021[362][363]
85. ↑  Premio Nebula per il miglior romanzo 2022[364][365]
86. ↑  Premio Nebula per il miglior romanzo 2023[366]
87. ↑  Premio Nebula per il miglior romanzo 2024[367]

### Fonti
1. ↑  (EN) Nebula Rules, su sfwa.org, Science Fiction and Fantasy Writers of America, ottobre 2011. URL consultato il 12 dicembre 2011 (archiviato il 1º luglio 2011).
2. ↑  (EN) SFE Science Fiction Encycolpedia - Encyclopedia of Fantasy (1997) Nebula Awards, su sf-encyclopedia.com. URL consultato il 5 aprile 2019.
3. ↑  (EN) Sfwa Nebula - About the Nebula, su nebulas.sfwa.org. URL consultato il 7 aprile 2019.
4. 1 2  (EN) Nebula Award, Overview thread, su Science Fiction Awards Database. URL consultato il 5 aprile 2019.
5. ↑  (EN) Nebula awards - Ursula K. Le Guin Past Nominations and Wins, su nebulas.sfwa.org. URL consultato il 5 aprile 2019.
6. ↑  (EN) Nebula awards - Jack McDevitt Past Nominations and Wins, su nebulas.sfwa.org. URL consultato il 5 aprile 2019.
7. ↑  (EN) Nebula awards - Poul Anderson  - Past Nominations and Wins, su nebulas.sfwa.org. URL consultato il 5 aprile 2019.
8. ↑  (EN) Nebula awards - Phillip K. Dick Past Nominations and Wins, su nebulas.sfwa.org. URL consultato il 5 aprile 2019.
9. 1 2 3 4  (EN) Nebula Rules, su nebulas.sfwa.org. URL consultato il 3 aprile 2019.
10. ↑  (EN) autori vari, The Wesleyan Anthology of Science Fiction, Wesleyan University Press,  pp. 477-478, ISBN 978-0-8195-6954-7. URL consultato il 6 aprile 2019.
11. ↑  (EN) 1966 Hugo Awards, su sito ufficiale del premio. URL consultato il 7 aprile 2019.
12. ↑  (EN) Isfdb - Best Novel Nebula Award 1966, su isfdb.org. URL consultato il 26 marzo 2019.
13. ↑  (EN) Nebula Awards Best Novel 1966, su nebulas.sfwa.org. URL consultato il 26 marzo 2019.
14. ↑  (EN) Sfadb - Nebula Awards Best Novel 1966, su sfadb.com. URL consultato il 26 marzo 2019.
15. ↑   Tessa B. Dick: le conversazioni con Philip K. Dick, su fantascienza.com. URL consultato il 28 aprile 2019.
16. ↑  (EN) Isfdb - All Flesh Is Grass, su isfdb.org. URL consultato il 10 aprile 2019.
17. ↑  (EN) Neil Barron e Robert Reginald, Capitolo 1, in Science Fiction and Fantasy Book Review, Wildside Press LLC, 2009, ISBN 978-0-89370-624-1. URL consultato il 17 aprile 2019.
«Simak's great forte is the creation of sympathetic non-humans who patiently attempt communication with distrustful mankind."»
18. ↑  (EN) How Well Does Stephen King’s Under the Dome Translate to Television?, su Tor.com. URL consultato il 17 aprile 2019.
19. ↑  (EN) Isfdb - The Clone, su isfdb.org. URL consultato il 10 aprile 2019.
20. ↑  (EN) Sf - Encyclopedia - Theodore L. Thomas, su sf-encyclopedia.com. URL consultato il 17 aprile 2019.
21. ↑  (EN) Sf - Encyclopedia - Kate Wilhelm, su sf-encyclopedia.com. URL consultato il 17 aprile 2019.
22. ↑  (EN) Isfdb - Title: Dr. Bloodmoney or How We Got Along After the Bomb, su isfdb.org. URL consultato il 17 aprile 2019.
23. ↑  (EN) Lethem Jonathan, Five Novels of the 1960s and 70s, by Philip K. Dick - Note nel testo, New York: Library of America, 2008,  p. 1117, ISBN 978-1-59853-025-4.
24. ↑   Speciale P.K.Dick – “Cronache del dopobomba” (Dr. Bloodmoney, or How We Got Along After the Bomb, 1965), su andromedasf.altervista.org, 1 giugno 2016. URL consultato il 17 novembre 2019.
25. ↑  (EN) Sf - Encyclopedia - Dick Philip K., su sf-encyclopedia.com. URL consultato il 18 aprile 2019.
26. ↑  (EN) Isfdb - The Three Stigmata of Palmer Eldritch, su isfdb.org. URL consultato il 18 aprile 2019.
27. ↑  (EN) The world Dick made - The Three Stigmata of Palmer Eldritch published 1964, su theworlddickmade.com. URL consultato il 18 aprile 2019.
28. ↑  (EN) Isfdb - Open Prison, su isfdb.org. URL consultato il 18 aprile 2019.
29. ↑  (EN) Isfdb - The Escape Orbit, su isfdb.org. URL consultato il 18 aprile 2019.
30. ↑  (EN) Sf - Encyclopedia - James White, su sf-encyclopedia.com. URL consultato il 18 aprile 2019.
31. ↑  (EN) John Boston e Damien Broderick, John Boston & Damien Broderick, in New Worlds: Before the New Wave, 1960-1964: The Carnell Era, Volume Two, Wildside Press LLC, 2013,  p. 359, ISBN 978-1-4794-0982-2. URL consultato il 18 aprile 2019.
32. ↑  (EN) Isfdb - The Genocides, su isfdb.org. URL consultato il 18 aprile 2019.
33. ↑  (EN) Horwich David, Interview: Thomas M. Disch, su Strange Horizons, 30 luglio 2001. URL consultato il 18 aprile 2019 (archiviato dall'url originale il 3 novembre 2007).
«TD: Tolstoi. Truly. I read War and Peace in high school, and thought that it was very important. When I was writing The Genocides, I went down to Mexico and brought along a small supply of books, Anna Karenina among them. I don't believe that there's any direct correspondence, except that Anna Karenina was so beautiful, just constantly awesome. It was the only text for the "Beginning a Novel" writing course that I gave when I was artist-in-residence at William and Mary in 1996. It had just the effect I hoped for on my students. It just knocked them out; as soon as they had to read it attentively under a microscope, to look at what Tolstoi was doing and to try and imitate it in a conscious way, it was like putting plant food in a tomato pot.»
34. ↑  (EN) Isfdb - Nova Express, su isfdb.org. URL consultato il 18 aprile 2019.
35. ↑  (EN) Fantascienza.com - Nova Express: in lotta per il Controllo della Realtà, su fantascienza.com. URL consultato il 18 aprile 2019.
36. ↑  (EN) Isfdb - The Hounds of Hell (Part 1 of 2), su isfdb.org. URL consultato il 18 aprile 2019.
37. ↑  (EN) Isfdb - The Hounds of Hell (Part 2 of 2), su isfdb.org. URL consultato il 18 aprile 2019.
38. ↑   Renato Giovannoli, Sezione 5, in La scienza della fantascienza, Giunti, 2015, ISBN 978-88-587-6944-7. URL consultato il 19 aprile 2019.
39. ↑  (EN) Isfdb - A Plague of Demons, su isfdb.org. URL consultato il 18 aprile 2019.
40. ↑  (EN) Isfdb - Rouge Dragon, su isfdb.org. URL consultato il 19 aprile 2019.
41. ↑  (EN) Fantasy and Science Fiction - F&SF, July 1965, su sfsite.com. URL consultato il 19 aprile 2019 (archiviato dall'url originale il 19 aprile 2019).
«Fantasy & Science Fiction, July 1965, cover by Jack Vaughn#TBT to the July 1965 issue of F&SF and this Jack Vaughn illustration for Avram Davidson’s “Rogue Dragon.”
Based on the cover, you’d think “Rogue Dragon” was a fantasy story but it’s far future SF where Earth is set aside as a nature preserve. Davidson’s novella was nominated for the 1966 Nebula Award. The expanded novel version was also nominated for the Nebula… the same year! (Did that ever happen any other time?) “Rogue Dragon” takes up nearly half the issue (58 of 128 pages) and is a fun adventure story filled galactic empires, dragons, and nomad poets.»
42. ↑  (EN) Isfdb - The Ship That Sailed the Time Stream, su isfdb.org. URL consultato il 19 aprile 2019.
43. ↑  (EN) Vintage Treasures: The Ship That Sailed the Time Stream by G.C. Edmondson Wednesday, January 28th, 2015 - Posted by John ONeill, su blackgate.com. URL consultato il 19 aprile 2019.
44. ↑  (EN) Sf - Encyclopedia - Edmondson G. C., su sf-encyclopedia.com. URL consultato il 19 aprile 2019.
45. ↑  (EN) Isfdb - The Star Fox, su isfdb.org. URL consultato il 19 aprile 2019.
46. ↑  (EN) “Back to your caves and your dust!” - The Star Fox, su jamesdavisnicoll.com. URL consultato il 19 aprile 2019.
47. ↑  (EN) Isfdb - Series: Gunnar Heim, su isfdb.org. URL consultato il 19 aprile 2019.
48. ↑  (EN) 1965 Nebula Award, su nebulas.sfwa.org. URL consultato il 28 marzo 2019.
49. ↑   Marco Boscolo, Oggi Scienza - #ClassiciRiscoperti: La lingua usata come arma in Babel-17 di Samuel R. Delany, su oggiscienza.it, 6 ottobre 2017. URL consultato il 20 aprile 2019.
50. ↑  (EN) Tor.com - More dimensions than you’d expect; Samuel Delany’s Babel 17, su tor.com, 23 giugno 2009. URL consultato il 20 aprile 2019.
51. 1 2  (EN) Hugo Awards 1967, su thehugoawards.org. URL consultato il 20 aprile 2019.
52. ↑  (EN) Isfdb - Babel 17, su isfdb.org. URL consultato il 21 aprile 2019.
53. ↑  (EN) Isfdb - Best Novel Nebula Award 1967, su isfdb.org. URL consultato il 26 marzo 2019.
54. ↑  (EN) Nebula Awards Best Novel 1967, su nebulas.sfwa.org. URL consultato il 26 marzo 2019.
55. ↑  (EN) Sfadb - Nebula Awards Best Novel 1967, su sfadb.com. URL consultato il 26 marzo 2019.
56. ↑  (EN) Isfdb - Flowers for Algernon (Short Fiction), su isfdb.org. URL consultato il 20 aprile 2019.
57. ↑  (EN) Isfdb - Flower for Algernon, su isfdb.org. URL consultato il 20 aprile 2019.
58. ↑  (EN) Sf - Encyclopedia: Flowers For Algernon, su sf-encyclopedia.com. URL consultato il 20 aprile 2019.
59. ↑  (EN) Hugo Awards 1960, su thehugoawards.org. URL consultato il 20 aprile 2019.
60. ↑  (EN) Emily Langer, Daniel Keyes, author of the classic book 'Flowers for Algernon,' dies at 86, The Washington Post, 18 giugno 2014. URL consultato il 20 aprile 2019.
61. ↑  (EN) Archive - Fantasy Science Fiction - April 1959 (PDF), su archive.org. URL consultato il 20 aprile 2019.
62. ↑  (EN) Kyle Munley, Challenged and Banned: Flowers for Algernon, su suvudu.com, Suvudu, 3 ottobre 2008. URL consultato il 20 aprile 2019 (archiviato dall'url originale il 30 luglio 2016).
63. ↑  (EN) The 100 Most Frequently Challenged Books of 1990–1999, su ala.org. URL consultato il 20 aprile 2019.
64. ↑  (EN) Daniel Keyes, Frequently Asked Questions and Updates, su danielkeyesauthor.com. URL consultato il 20 aprile 2019.
65. ↑  (EN) Cheryl Hill, A History of Daniel Keyes’ Flowers for Algernon (PDF), su slais.ubc.ca, 2004, LIBR 548F: History of the Book. URL consultato il 20 aprile 2019 (archiviato dall'url originale il 21 febbraio 2007).
66. ↑  (EN) Isfdb - The Moon Is a Harsh Mistress (1 of 5), su isfdb.org. URL consultato il 21 aprile 2019.
67. ↑  (EN) Isfdb - The Moon Is a Harsh Mistress (2 of 5), su isfdb.org. URL consultato il 21 aprile 2019.
68. ↑  (EN) Isfdb - The Moon Is a Harsh Mistress (3 of 5), su isfdb.org. URL consultato il 21 aprile 2019.
69. ↑  (EN) Isfdb - The Moon Is a Harsh Mistress (4 of 5), su isfdb.org. URL consultato il 21 aprile 2019.
70. ↑  (EN) Isfdb - The Moon Is a Harsh Mistress (5 of 5), su isfdb.org. URL consultato il 21 aprile 2019.
71. ↑  (EN) Tor.com - Is The Moon is a Harsh Mistress Heinlein’s All-Time Greatest Work?, su tor.com. URL consultato il 21 aprile 2019.
72. ↑  (EN) Isfdb - The Moon Is a Harsh Mistress, su isfdb.org. URL consultato il 21 aprile 2019.
73. ↑  (EN) 1966 Nebula Award, su nebulas.sfwa.org. URL consultato il 28 marzo 2019.
74. ↑  (EN) Isfdb - The Einstein Intersection, su isfdb.org. URL consultato il 21 aprile 2019.
75. ↑  Neil Gaiman, op. cit., p. 10
76. 1 2  Neil Gaiman, Prefazione a Samuel R. Delany, Una favolosa tenebra informe, Fanucci Editore, 2004. p. 12
77. ↑  (EN) E - Notes - The Einstein Intersection Analysis, su enotes.com. URL consultato il 21 aprile 2019.
78. ↑  (EN) Goodreads - The music of the world, su goodreads.com. URL consultato il 21 aprile 2019.
79. ↑  Samuel R. Delany, Una favolosa tenebra informe, Fanucci Editore, 2004. p. 182
80. ↑  Neil Gaiman, op. cit., p. 8
81. 1 2 3  (EN) Hugo Awards 1968, su thehugoawards.org. URL consultato il 21 aprile 2019.
82. ↑  (EN) Isfdb - Best Novel Nebula Award 1968, su isfdb.org. URL consultato il 26 marzo 2019.
83. ↑  (EN) Nebula Awards Best Novel 1968, su nebulas.sfwa.org. URL consultato il 26 marzo 2019.
84. ↑  (EN) Sfadb - Nebula Awards Best Novel 1968, su sfadb.com. URL consultato il 26 marzo 2019.
85. ↑  (EN) Isfdb - Chthon, su isfdb.org. URL consultato il 21 aprile 2019.
86. ↑  (EN) A Listing of New Books, The New York Times, 25 luglio 1967,  p. 32.
87. ↑  (EN) Sf - Encyclopedia - Anthony Piers, su sf-encyclopedia.com. URL consultato il 21 aprirle 2019.
88. ↑  (EN) Isfdb - Phthor, su isfdb.org. URL consultato il 21 aprile 2019.
89. ↑  (EN) Isfdb - Plasm, su isfdb.org. URL consultato il 21 aprile 2019.
90. ↑  (EN) Isfdb - Soma, su isfdb.org. URL consultato il 21 aprile 2019.
91. ↑  Unica fonte su Sf Encyclopedia
92. ↑  (EN) Sf - Encyclopedia - Howard Hayden, su sf-encyclopedia.com. URL consultato il 21 aprile 2019.
93. ↑  (EN) The Science Fiction, Fantasy, & Weird Fiction Magazine Index, su philsp.com. URL consultato il 21 aprile 2019 (archiviato dall'url originale il 22 aprile 2019).
94. ↑  (EN) Fantasy Science Fiction - Bibliography, su sfsite.com. URL consultato il 21 aprile 2019.
95. ↑  (EN) The Eskimo Invasion, su isfdb.org. URL consultato il 21 aprile 2019.
96. ↑  (EN) Nebula SFWA - Nomination Hayden Howard, su nebulas.sfwa.org. URL consultato il 21 aprile 2019.
97. ↑  (EN) Isfdb - Dawn, su isfdb.org. URL consultato il 21 aprile 2019.
98. ↑  (EN) Isfdb - Death and the Executioner, su isfdb.org. URL consultato il 21 aprile 2019.
99. ↑  (EN) Carl B. Yoke, Roger Zelazny - Abbreviation, in Roger Zelazny Starmont reader's guide Volume 21 di Starmont reader's guides to contemporary science fiction and fantasy authors, Wildside Press LLC, 1 gennaio 1979,  p. 11, ISBN 978-0-916732-04-2. URL consultato il 21 aprile 2019.
100. ↑  (EN) Isfdb - Lord of Light, su isfdb.org. URL consultato il 21 aprile 2019.
101. ↑  (EN) Robert Silverberg, Introduction by Robert Silverberg, su Thorns, books.google.it, Open Road Media, 1 aprile 2014, ISBN 978-1-4976-3243-1. URL consultato il 25 aprile 2019.
102. 1 2  (EN) Robert Silverberg, Other Spaces, Other Times, Hachette, 2014, ISBN 978-0-575-10677-2.
103. ↑  (EN) Isfdb - Thorns, su isfdb.org. URL consultato il 24 aprile 2019.
104. ↑   Robert Silverberg Awards Summary, su Science Fiction Awards Database. URL consultato il 2 aprile 2018.
105. ↑  (EN) 1967 Nebula Award, su nebulas.sfwa.org. URL consultato il 28 marzo 2019.
106. ↑  (EN) Isfdb - Rite of Passage, su isfdb.org. URL consultato il 25 aprile 2019.
107. ↑  (EN) Sf - Encyclopedia - Panshin, Alexei, su sf-encyclopedia.com. URL consultato il 25 aprile 2019.
108. ↑  (EN) [JULY 2, 1963] A NEW POINT OF VIEW (MAKING DOWN TO THE WORLDS OF MEN), su galacticjourney.org. URL consultato il 25 aprile 2019.
109. ↑  (EN) Alexei Panshin, RITE OF PASSAGE (PDF), su epdf.tips. URL consultato il 25 aprile 2019.
«A portion of Part III appeared in substantially different form in the July 1963 issue of If under the title Down to the Worlds of Men and is copyright, 1963, by Galaxy Publishing Co., Inc.»
110. ↑  (EN) Hugo Awards 1969, su thehugoawards.org. URL consultato il 25 aprile 2019.
111. ↑  (EN) Isfdb - Best Novel Nebula Award 1969, su isfdb.org. URL consultato il 26 marzo 2019.
112. ↑  (EN) Nebula Awards Best Novel 1969, su nebulas.sfwa.org. URL consultato il 26 marzo 2019.
113. ↑  (EN) Sfadb - Nebula Awards Best Novel 1969, su sfadb.com. URL consultato il 26 marzo 2019.
114. ↑  (EN) Isfdb - Black Easter, su isfdb.org. URL consultato il 26 aprile 2019.
115. ↑  (EN) Britannica - Faust Aleph-Null, su britannica.com. URL consultato il 26 aprile 2019.
116. ↑  (EN) Galaxy Science Fiction - The Day After Judgment, su archive.org. URL consultato il 26 aprile 2019.
117. ↑  (EN) The Day After Judgment, su isfdb.org. URL consultato il 26 aprile 2019.
118. ↑  (EN) Britannica - After Such Knowledge, su britannica.com. URL consultato il 26 aprile 2019.
119. ↑  (EN) Sf reviews - James Blish - Black Easter, su sfreviews.com. URL consultato il 26 aprile 2019.
120. ↑  (EN) David Ketterer, Imprisoned in a Tesseract: The Life and Work of James Blish, Kent State University Press, 1987, ISBN 978-0-87338-334-9.
121. ↑  (EN) Isfdb - The Devil's Day, su isfdb.org. URL consultato il 26 aprile 2019.
122. ↑  (EN) James Blish, The Devil's Day, Baen Pub. Enterprises, 1990, ISBN 978-0-671-69860-7. URL consultato il 26 aprile 2019.
123. ↑  (EN) Isfdb - Do Androids Dream of Electric Sheep?, su isfdb.org. URL consultato il 28 aprile 2019.
124. ↑   Michele Magno, Psichedelico Dick, su ilfoglio.it. URL consultato il 28 aprile 2019.
125. ↑   Fanucci Editore - Ma gli androidi sognano pecore elettriche?, su fanucci.it. URL consultato il 28 aprile 2019 (archiviato dall'url originale il 28 aprile 2019).
126. ↑   Recensioni opere di Philip K. Dick, su intercom.publinet.it. URL consultato il 28 aprile 2019 (archiviato dall'url originale il 7 dicembre 2008).
127. ↑  Ibidem
128. ↑   Marta Merigo, P. K. Dick e gli androidi sognatori di pecore elettriche di “Blade Runner”, su artspecialday.com. URL consultato il 28 aprile 2019 (archiviato dall'url originale il 28 aprile 2019).
129. ↑  (EN) James Van Hise, PHILIP K. DICK ON ‘BLADE RUNNER’, su scrapsfromtheloft.com, 9 novembre 2016. URL consultato il 28 aprile 2019.
130. ↑  (EN) Isfdb - The Masks of Time, su isfdb.org. URL consultato il 14 maggio 2020.
131. ↑  (EN) Gary Couzens, Infinity Plus - The Masks of Time by Robert Silverberg, su infinityplus.co.uk, 12 aprile 2003. URL consultato il 14 maggio 2020.
132. ↑  (EN) Robert Silverberg, Stranger than SF - The Masks of Time, su strangerthansf.com. URL consultato il 14 maggio 2020.
«This edition of The Masks of Time begins with a short introduction from the author. I've never read something so arrogant, self-aggrandizing, and completely lacking in self-awareness. Silverberg begins by apologizing for churning out "mass-produced claptrap" in the 1950s. He'd been discouraged, you see, by the attitudes and reaction of the science fiction marketplace, and had stooped to giving the market what it demanded.»
133. ↑  (EN) John Clute, David Langford e Peter Nicholls (a cura di), Robert Silverberg, in The Encyclopedia of Science Fiction, IV edizione online, 2021.
134. ↑  Silverberg (1977)
135. ↑  Catalogo Vegetti della letteratura fantastica
136. ↑  (EN) Edgar L. Chapman, The road to Castle Mount: the science fiction of Robert Silverberg, Westport, Greenwood Press, 1999,  p. 45, ISBN 0-313-26145-8. URL consultato il 14 maggio 2020.
137. ↑  (EN) Budrys Algis, Galaxy Bookshelf, Galaxy Science Fiction, December 1968,  pp. 149-155. URL consultato il 14 maggio 2020.
138. ↑  (EN) 1968 Nebula Award, su nebulas.sfwa.org. URL consultato il 28 marzo 2019.
139. 1 2  (EN) 1969 Nebula Award, su nebulas.sfwa.org. URL consultato il 28 marzo 2019.
140. ↑  (EN) Isfdb - Best Novel Nebula Award 1970, su isfdb.org. URL consultato il 26 marzo 2019.
141. ↑  (EN) Nebula Awards Best Novel 1970, su nebulas.sfwa.org. URL consultato il 26 marzo 2019.
142. ↑  (EN) Sfadb - Nebula Awards Best Novel 1970, su sfadb.com. URL consultato il 26 marzo 2019.
143. 1 2  (EN) 1970 Nebula Award, su nebulas.sfwa.org. URL consultato il 28 marzo 2019.
144. ↑  (EN) Isfdb - Best Novel Nebula Award 1971, su isfdb.org. URL consultato il 26 marzo 2019.
145. ↑  (EN) Nebula Awards Best Novel 1971, su nebulas.sfwa.org. URL consultato il 26 marzo 2019.
146. ↑  (EN) Sfadb - Nebula Awards Best Novel 1971, su sfadb.com. URL consultato il 26 marzo 2019.
147. 1 2  (EN) 1971 Nebula Award, su nebulas.sfwa.org. URL consultato il 28 marzo 2019.
148. ↑  (EN) Isfdb - Best Novel Nebula Award 1972, su isfdb.org. URL consultato il 26 marzo 2019.
149. ↑  (EN) Nebula Awards Best Novel 1972, su nebulas.sfwa.org. URL consultato il 26 marzo 2019.
150. ↑  (EN) Sfadb - Nebula Awards Best Novel 1972, su sfadb.com. URL consultato il 26 marzo 2019.
151. 1 2  (EN) 1972 Nebula Award, su nebulas.sfwa.org. URL consultato il 28 marzo 2019.
152. ↑  (EN) Isfdb - Best Novel Nebula Award 1973, su isfdb.org. URL consultato il 26 marzo 2019.
153. ↑  (EN) Nebula Awards Best Novel 1973, su nebulas.sfwa.org. URL consultato il 26 marzo 2019.
154. ↑  (EN) Sfadb - Nebula Awards Best Novel 1973, su sfadb.com. URL consultato il 26 marzo 2019.
155. 1 2  (EN) Michael A. Burstein, An Introductory Guide to the Nebula Awards by Michael A. Burstein on Apr 18, 2011 in Nonfiction, su apex-magazine.com. URL consultato il 7 aprile 2019.
156. ↑  (EN) Nebula Awards Nominees and Winners: Best Script, su nebulas.sfwa.org. URL consultato il 7 aprile 2019.
157. 1 2 3  (EN) 1974 Nebula Award, su nebulas.sfwa.org. URL consultato il 28 marzo 2019.
158. ↑  (EN) Sfadb - Nebula Awards Best Novel 1974, su sfadb.com. URL consultato il 26 marzo 2019.
159. ↑  (EN) Isfdb - Best Novel Nebula Award 1974, su isfdb.org. URL consultato il 26 marzo 2019.
160. 1 2  (EN) SFWA - Grand Master, su nebulas.sfwa.org. URL consultato l'8 aprile 2019.
161. ↑  (EN) Isfdb - Best Novel Nebula Award 1975, su isfdb.org. URL consultato il 26 marzo 2019.
162. ↑  (EN) Nebula Awards Best Novel 1975, su nebulas.sfwa.org. URL consultato il 26 marzo 2019.
163. ↑  (EN) Sfadb - Nebula Awards Best Novel 1975, su sfadb.com. URL consultato il 26 marzo 2019.
164. 1 2  (EN) 1975 Nebula Award, su nebulas.sfwa.org. URL consultato il 28 marzo 2019.
165. ↑  (EN) Isfdb - Best Novel Nebula Award 1976, su isfdb.org. URL consultato il 26 marzo 2019.
166. ↑  (EN) Nebula Awards Best Novel 1976, su nebulas.sfwa.org. URL consultato il 26 marzo 2019.
167. ↑  (EN) Sfadb - Nebula Awards Best Novel 1976, su sfadb.com. URL consultato il 26 marzo 2019.
168. 1 2  (EN) 1976 Nebula Award, su nebulas.sfwa.org. URL consultato il 28 marzo 2019.
169. ↑  (EN) Isfdb - Best Novel Nebula Award 1977, su isfdb.org. URL consultato il 26 marzo 2019.
170. ↑  (EN) Nebula Awards Best Novel 1977, su nebulas.sfwa.org. URL consultato il 26 marzo 2019.
171. ↑  (EN) Sfadb - Nebula Awards Best Novel 1977, su sfadb.com. URL consultato il 26 marzo 2019.
172. 1 2  (EN) 1977 Nebula Award, su nebulas.sfwa.org. URL consultato il 28 marzo 2019.
173. ↑  (EN) Isfdb - Best Novel Nebula Award 1978, su isfdb.org. URL consultato il 26 marzo 2019.
174. ↑  (EN) Nebula Awards Best Novel 1978, su nebulas.sfwa.org. URL consultato il 26 marzo 2019.
175. ↑  (EN) Sfadb - Nebula Awards Best Novel 1978, su sfadb.com. URL consultato il 26 marzo 2019.
176. 1 2  (EN) 1978 Nebula Award, su nebulas.sfwa.org. URL consultato il 28 marzo 2019.
177. ↑  (EN) Isfdb - Best Novel Nebula Award 1979, su isfdb.org. URL consultato il 26 marzo 2019.
178. ↑  (EN) Nebula Awards Best Novel 1979, su nebulas.sfwa.org. URL consultato il 26 marzo 2019.
179. ↑  (EN) Sfadb - Nebula Awards Best Novel 1979, su sfadb.com. URL consultato il 26 marzo 2019.
180. ↑  I tre libri della trilogia Faded Sun furono pubblicati in un unico volume dall'Editrice Nord, ad essere candidato per il premio Nebula fu il primo di essi dal titolo Kesrith
181. 1 2  (EN) 1979 Nebula Award, su nebulas.sfwa.org. URL consultato il 28 marzo 2019.
182. ↑  (EN) Isfdb - Best Novel Nebula Award 1980, su isfdb.org. URL consultato il 26 marzo 2019.
183. ↑  (EN) Nebula Awards Best Novel 1980, su nebulas.sfwa.org. URL consultato il 26 marzo 2019.
184. ↑  (EN) Sfadb - Nebula Awards Best Novel 1980, su sfadb.com. URL consultato il 26 marzo 2019.
185. 1 2 3 4  (EN) 1981 Nebula Award, su nebulas.sfwa.org. URL consultato il 28 marzo 2019.
186. ↑  (EN) Isfdb - Best Novel Nebula Award 1981, su isfdb.org. URL consultato il 26 marzo 2019.
187. ↑  (EN) Nebula Awards Best Novel 1981, su nebulas.sfwa.org. URL consultato il 26 marzo 2019.
188. ↑  (EN) Sfadb - Nebula Awards Best Novel 1981, su sfadb.com. URL consultato il 26 marzo 2019.
189. ↑  (EN) Isfdb - Best Novel Nebula Award 1982, su isfdb.org. URL consultato il 26 marzo 2019.
190. ↑  (EN) Nebula Awards Best Novel 1982, su nebulas.sfwa.org. URL consultato il 26 marzo 2019.
191. ↑  (EN) Sfadb - Nebula Awards Best Novel 1982, su sfadb.com. URL consultato il 26 marzo 2019.
192. ↑  (EN) Ansible 26, June 1982, su news.ansible.uk, 26 giugno 1982. URL consultato il 2 aprile 2019.
193. 1 2  (EN) 1983 Nebula Award, su nebulas.sfwa.org. URL consultato il 28 marzo 2019.
194. ↑  (EN) Isfdb - Best Novel Nebula Award 1983, su isfdb.org. URL consultato il 26 marzo 2019.
195. ↑  (EN) Nebula Awards Best Novel 1983, su nebulas.sfwa.org. URL consultato il 26 marzo 2019.
196. ↑  (EN) Sfadb - Nebula Awards Best Novel 1983, su sfadb.com. URL consultato il 26 marzo 2019.
197. 1 2 3 4  (EN) 1984 Nebula Award, su nebulas.sfwa.org. URL consultato il 28 marzo 2019.
198. ↑  (EN) Isfdb - Best Novel Nebula Award 1984, su isfdb.org. URL consultato il 26 marzo 2019.
199. ↑  (EN) Nebula Awards Best Novel 1984, su nebulas.sfwa.org. URL consultato il 26 marzo 2019.
200. ↑  (EN) Sfadb - Nebula Awards Best Novel 1984, su sfadb.com. URL consultato il 26 marzo 2019.
201. ↑  (EN) Richard Cusick, Bugfuck! By Richard Cusick (TXT), su harlanellison.com. URL consultato il 3 aprile 2019.
202. ↑  (EN) The Ellison Appreciation Society, su news.ansible.co.uk, vol. 77, dicembre 1993, ISSN 0265-9816 (WC · ACNP).
203. ↑  (EN) Isfdb - Best Novel Nebula Award 1985, su isfdb.org. URL consultato il 26 marzo 2019.
204. ↑  (EN) Nebula Awards Best Novel 1985, su nebulas.sfwa.org. URL consultato il 26 marzo 2019.
205. ↑  (EN) Sfadb - Nebula Awards Best Novel 1985, su sfadb.com. URL consultato il 26 marzo 2019.
206. ↑  (EN) The New Rebuplic - Harlan Ellison’s Death Raises a #MeToo Quandary, su newrepublic.com. URL consultato il 3 aprile 2017.
«In 1985 at the awards dinner of the Science Fiction Writers of America, Ellison punched fellow writer Charles Platt, who had criticized Ellison for a speech he felt was tasteless.»
207. 1 2  (EN) 1985 Nebula Award, su nebulas.sfwa.org. URL consultato il 28 marzo 2019.
208. ↑  (EN) Isfdb - Best Novel Nebula Award 1986, su isfdb.org. URL consultato il 26 marzo 2019.
209. ↑  (EN) Nebula Awards Best Novel 1986, su nebulas.sfwa.org. URL consultato il 26 marzo 2019.
210. ↑  (EN) Sfadb - Nebula Awards Best Novel 1986, su sfadb.com. URL consultato il 26 marzo 2019.
211. ↑  (EN) Barry Moser -  Pennyroyal Press, su moser-pennyroyal.com. URL consultato il 20 aprile 2020.
212. ↑  (EN) Moser, Barry 1940, su encyclopedia.com. URL consultato il 20 aprile 2020.
213. 1 2  (EN) 1986 Nebula Award, su nebulas.sfwa.org. URL consultato il 23 aprile 2020.
214. ↑  (EN) Isfdb - Best Novel Nebula Award 1987, su isfdb.org. URL consultato il 26 marzo 2019.
215. ↑  (EN) Nebula Awards Best Novel 1987, su nebulas.sfwa.org. URL consultato il 26 marzo 2019.
216. ↑  (EN) Sfadb - Nebula Awards Best Novel 1987, su sfadb.com. URL consultato il 26 marzo 2019.
217. 1 2  (EN) 1987 Nebula Award, su nebulas.sfwa.org. URL consultato l'11 maggio 2020.
218. ↑  (EN) Isfdb - Best Novel Nebula Award 1988, su isfdb.org. URL consultato il 26 marzo 2019.
219. ↑  (EN) Nebula Awards Best Novel 1988, su nebulas.sfwa.org. URL consultato il 26 marzo 2019.
220. ↑  (EN) Sfadb - Nebula Awards Best Novel 1988, su sfadb.com. URL consultato il 26 marzo 2019.
221. 1 2  (EN) 1988 Nebula Award, su nebulas.sfwa.org. URL consultato il 12 maggio 2020.
222. ↑  (EN) Isfdb - Best Novel Nebula Award 1989, su isfdb.org. URL consultato il 26 marzo 2019.
223. ↑  (EN) Nebula Awards Best Novel 1989, su nebulas.sfwa.org. URL consultato il 26 marzo 2019.
224. ↑  (EN) Sfadb - Nebula Awards Best Novel 1989, su sfadb.com. URL consultato il 26 marzo 2019.
225. 1 2  (EN) 1990 Nebula Award, su nebulas.sfwa.org. URL consultato il 12 maggio 2020.
226. ↑  (EN) Isfdb - Best Novel Nebula Award 1990, su isfdb.org. URL consultato il 12 maggio 2020.
227. ↑  (EN) Nebula Awards Best Novel 1990, su nebulas.sfwa.org. URL consultato il 26 marzo 2019.
228. ↑  (EN) Sfadb - Nebula Awards Best Novel 1990, su sfadb.com. URL consultato il 26 marzo 2019.
229. 1 2  (EN) 1991 Nebula Award, su nebulas.sfwa.org. URL consultato il 12 maggio 2020.
230. ↑  (EN) Isfdb - Best Novel Nebula Award 1991, su isfdb.org. URL consultato il 26 marzo 2019.
231. ↑  (EN) Nebula Awards Best Novel 1991, su nebulas.sfwa.org. URL consultato il 26 marzo 2019.
232. ↑  (EN) Sfadb - Nebula Awards Best Novel 1991, su sfadb.com. URL consultato il 26 marzo 2019.
233. 1 2  (EN) 1992 Nebula Award, su nebulas.sfwa.org. URL consultato il 12 maggio 2020.
234. ↑  (EN) Isfdb - Best Novel Nebula Award 1992, su isfdb.org. URL consultato il 26 marzo 2019.
235. ↑  (EN) Nebula Awards Best Novel 1992, su nebulas.sfwa.org. URL consultato il 26 marzo 2019.
236. ↑  (EN) Sfadb - Nebula Awards Best Novel 1992, su sfadb.com. URL consultato il 26 marzo 2019.
237. 1 2  (EN) 1993 Nebula Award, su nebulas.sfwa.org. URL consultato il 15 maggio 2020.
238. ↑  (EN) Isfdb - Best Novel Nebula Award 1993, su isfdb.org. URL consultato il 26 marzo 2019.
239. ↑  (EN) Nebula Awards Best Novel 1993, su nebulas.sfwa.org. URL consultato il 26 marzo 2019.
240. ↑  (EN) Sfadb - Nebula Awards Best Novel 1993, su sfadb.com. URL consultato il 26 marzo 2019.
241. 1 2  (EN) 1994 Nebula Award, su nebulas.sfwa.org. URL consultato il 15 maggio 2020.
242. ↑  (EN) Isfdb - Best Novel Nebula Award 1994, su isfdb.org. URL consultato il 26 marzo 2019.
243. ↑  (EN) Nebula Awards Best Novel 1994, su nebulas.sfwa.org. URL consultato il 26 marzo 2019.
244. ↑  (EN) Sfadb - Nebula Awards Best Novel 1994, su sfadb.com. URL consultato il 26 marzo 2019.
245. 1 2  (EN) 1995 Nebula Award, su nebulas.sfwa.org. URL consultato il 16 maggio 2020.
246. ↑  (EN) Isfdb - Best Novel Nebula Award 1996, su isfdb.org. URL consultato il 19 maggio 2020.
247. ↑  (EN) Nebula Awards Best Novel 1996, su nebulas.sfwa.org. URL consultato il 19 maggio 2020.
248. ↑  (EN) Sfadb - Nebula Awards Best Novel 1996, su sfadb.com. URL consultato il 19 maggio 2020.
249. 1 2  (EN) 1996 Nebula Award, su nebulas.sfwa.org. URL consultato il 19 maggio 2020.
250. ↑  (EN) Isfdb - Best Novel Nebula Award 1996, su isfdb.org. URL consultato il 26 marzo 2019.
251. ↑  (EN) Nebula Awards Best Novel 1996, su nebulas.sfwa.org. URL consultato il 26 marzo 2019.
252. ↑  (EN) Sfadb - Nebula Awards Best Novel 1996, su sfadb.com. URL consultato il 26 marzo 2019.
253. 1 2  (EN) 1997 Nebula Award, su nebulas.sfwa.org. URL consultato il 19 maggio 2020.
254. ↑  (EN) Isfdb - Best Novel Nebula Award 1997, su isfdb.org. URL consultato il 26 marzo 2019.
255. ↑  (EN) Nebula Awards Best Novel 1997, su nebulas.sfwa.org. URL consultato il 26 marzo 2019.
256. ↑  (EN) Sfadb - Nebula Awards Best Novel 1997, su sfadb.com. URL consultato il 26 marzo 2019.
257. 1 2  (EN) 1998 Nebula Award, su nebulas.sfwa.org. URL consultato il 22 maggio 2020.
258. ↑  (EN) Isfdb - Best Novel Nebula Award 1998, su isfdb.org. URL consultato il 26 marzo 2019.
259. ↑  (EN) Nebula Awards Best Novel 1998, su nebulas.sfwa.org. URL consultato il 26 marzo 2019.
260. ↑  (EN) Sfadb - Nebula Awards Best Novel 1998, su sfadb.com. URL consultato il 26 marzo 2019.
261. ↑  Il volume originale City on Fire è stato pubblicato in italiano diviso in due parti.
262. 1 2  (EN) 1999 Nebula Award, su nebulas.sfwa.org. URL consultato il 22 maggio 2020.
263. ↑  (EN) Isfdb - Best Novel Nebula Award 1999, su isfdb.org. URL consultato il 26 marzo 2019.
264. ↑  (EN) Nebula Awards Best Novel 1999, su nebulas.sfwa.org. URL consultato il 26 marzo 2019.
265. ↑  (EN) Sfadb - Nebula Awards Best Novel 1999, su sfadb.com. URL consultato il 26 marzo 2019.
266. 1 2  (EN) 2000 Nebula Award, su nebulas.sfwa.org. URL consultato il 24 maggio 2020.
267. ↑  (EN) Isfdb - Best Novel Nebula Award 2000, su isfdb.org. URL consultato il 26 marzo 2019.
268. ↑  (EN) Nebula Awards Best Novel 2000, su nebulas.sfwa.org. URL consultato il 26 marzo 2019.
269. ↑  (EN) Sfadb - Nebula Awards Best Novel 2000, su sfadb.com. URL consultato il 26 marzo 2019.
270. 1 2  (EN) 2001 Nebula Award, su nebulas.sfwa.org. URL consultato il 26 maggio 2020.
271. 1 2 3  (EN) Locus Online - Archive - Nebula Awards Winners, su locusmag.com, 29 aprile 2001. URL consultato il 26 maggio 2020.
272. ↑  (EN) Isfdb - Best Novel Nebula Award 2001, su isfdb.org. URL consultato il 26 marzo 2019.
273. ↑  (EN) Nebula Awards Best Novel 2001, su nebulas.sfwa.org. URL consultato il 26 marzo 2019.
274. ↑  (EN) Sfadb - Nebula Awards Best Novel 2001, su sfadb.com. URL consultato il 26 marzo 2019.
275. ↑  (EN) Locus Archive - Conventions 2002, su locusmag.com. URL consultato il 29 maggio 2020.
276. 1 2  (EN) 2002 Nebula Award, su nebulas.sfwa.org. URL consultato il 26 maggio 2020.
277. ↑  (EN) Isfdb - Best Novel Nebula Award 2002, su isfdb.org. URL consultato il 26 marzo 2019.
278. ↑  (EN) Nebula Awards Best Novel 2002, su nebulas.sfwa.org. URL consultato il 26 marzo 2019.
279. ↑  (EN) Sfadb - Nebula Awards Best Novel 2002, su sfadb.com. URL consultato il 26 marzo 2019.
280. ↑  Malgrado Declare comparisse nel ballottaggio finale, fu in seguito dichiarato ineleggibile. Verdetto della SFWA Archiviato il 29 dicembre 2007 in Internet Archive.
281. ↑  (EN) Locus Archive - Conventions 2003, su locusmag.com. URL consultato il 29 maggio 2020.
282. 1 2  (EN) 2003 Nebula Award, su nebulas.sfwa.org. URL consultato il 27 maggio 2020.
283. ↑  (EN) The New York Times, Science Fiction Museum and Hall of Fame - Travel Guides: Seattle, su travel.nytimes.com, 7 luglio 2009. URL consultato il 28 maggio 2020 (archiviato dall'url originale il 24 luglio 2012).
284. ↑  (EN) Isfdb - Best Novel Nebula Award 2003, su isfdb.org. URL consultato il 26 marzo 2019.
285. ↑  (EN) Nebula Awards Best Novel 2003, su nebulas.sfwa.org. URL consultato il 26 marzo 2019.
286. ↑  (EN) Sfadb - Nebula Awards Best Novel 2003, su sfadb.com. URL consultato il 26 marzo 2019.
287. ↑  (EN) Locus Archive - Conventions 2004, su locusmag.com. URL consultato il 29 maggio 2020.
288. 1 2  (EN) 2004 Nebula Award, su nebulas.sfwa.org. URL consultato il 28 maggio 2020.
289. ↑  (EN) Isfdb - Best Novel Nebula Award 2004, su isfdb.org. URL consultato il 26 marzo 2019.
290. ↑  (EN) Nebula Awards Best Novel 2004, su nebulas.sfwa.org. URL consultato il 26 marzo 2019.
291. ↑  (EN) Sfadb - Nebula Awards Best Novel 2004, su sfadb.com. URL consultato il 26 marzo 2019.
292. ↑  (EN) Locus Archive - Conventions 2005, su locusmag.com. URL consultato il 29 maggio 2020.
293. 1 2  (EN) 2005 Nebula Award, su nebulas.sfwa.org. URL consultato il 29 maggio 2020.
294. ↑  (EN) SFWA - Emergency Medical Fund, su sfwa.org. URL consultato il 29 maggio 2020.
295. ↑  (EN) Isfdb - Best Novel Nebula Award 2005, su isfdb.org. URL consultato il 26 marzo 2019.
296. ↑  (EN) Nebula Awards Best Novel 2005, su nebulas.sfwa.org. URL consultato il 26 marzo 2019.
297. ↑  (EN) Sfadb - Nebula Awards Best Novel 2005, su sfadb.com. URL consultato il 26 marzo 2019.
298. ↑   Fantascienza.com - Premio Nebula, la Bujold in finale, su fantascienza.com, 24 febbraio 2005. URL consultato il 29 maggio 2020.
299. ↑  (EN) Locus Archive - Conventions 2006, su locusmag.com. URL consultato il 29 maggio 2020.
300. 1 2  (EN) 2006 Nebula Award, su nebulas.sfwa.org. URL consultato il 29 maggio 2020.
301. ↑  (EN) Isfdb - Best Novel Nebula Award 2006, su isfdb.org. URL consultato il 26 marzo 2019.
302. ↑  (EN) Nebula Awards Best Novel 2006, su nebulas.sfwa.org. URL consultato il 26 marzo 2019.
303. ↑  (EN) Sfadb - Nebula Awards Best Novel 2006, su sfadb.com. URL consultato il 26 marzo 2019.
304. ↑  (EN) Mark L. Van Name, David Drake, Tom Doherty, in Onward, Drake!, Baen Publishing Enterprises, 16 settembre 2015, ISBN 9781476781129. URL consultato il 30 maggio 2020.
305. 1 2  (EN) 2007 Nebula Award, su nebulas.sfwa.org. URL consultato il 30 maggio 2020.
306. ↑  (EN) Isfdb - Best Novel Nebula Award 2007, su isfdb.org. URL consultato il 26 marzo 2019.
307. ↑  (EN) Nebula Awards Best Novel 2007, su nebulas.sfwa.org. URL consultato il 26 marzo 2019.
308. ↑  (EN) Sfadb - Nebula Awards Best Novel 2007, su sfadb.com. URL consultato il 26 marzo 2019.
309. ↑  (EN) Locus Archive - Nebula Awards Final Ballot, su locusmag.com, 2 marzo 2007. URL consultato il 30 maggio 2020.
310. ↑   Fantascienza.com - Premi Nebula, i finalisti 2006, su fantascienza.com, 11 gennaio 2007. URL consultato il 30 maggio 2020.
311. ↑  (EN) Bat Watching Sites of Texas (PDF), su tpwd.texas.gov. URL consultato il 31 maggio 2020.
312. ↑  (EN) Agency of Natural Resources - Vermont Fish & Wildlife Department - Monitoring Bat Colonies, su vtfishandwildlife.com. URL consultato il 31 maggio 2020.
313. ↑  (EN) Shelley Bueche, History of Austin's famous bats flies from hysteria to city treasure, su austin.culturemap.com, 4 maggio 2018. URL consultato il 31 maggio 2020.
314. ↑   ANSA - In Viaggio - Texas, nel paradiso dei pipistrelli, su ansa.it, 15 febbraio 2012. URL consultato il 31 maggio 2020.
315. ↑  (EN) The Nature Conservancy - The Eckert James River Bat Cave is one of the largest bat nurseries in the country, su nature.org. URL consultato il 31 maggio 2020.
316. 1 2  (EN) 2008 Nebula Award, su nebulas.sfwa.org. URL consultato il 31 maggio 2020.
317. ↑  (EN) Isfdb - Best Novel Nebula Award 2008, su isfdb.org. URL consultato il 26 marzo 2019.
318. ↑  (EN) Nebula Awards Best Novel 2008, su nebulas.sfwa.org. URL consultato il 26 marzo 2019.
319. ↑  (EN) Sfadb - Nebula Awards Best Novel 2008, su sfadb.com. URL consultato il 26 marzo 2019.
320. ↑   Fantascienza.com - Premi Nebula, i finalisti 2007, su fantascienza.com, 25 febbraio 2008. URL consultato il 31 maggio 2020.
321. 1 2  (EN) 2009 Nebula Award, su nebulas.sfwa.org. URL consultato il 31 maggio 2020.
322. ↑  (EN) Isfdb - Best Novel Nebula Award 2009, su isfdb.org. URL consultato il 26 marzo 2019.
323. ↑  (EN) Nebula Awards Best Novel 2009, su nebulas.sfwa.org. URL consultato il 26 marzo 2019.
324. ↑  (EN) Sfadb - Nebula Awards Best Novel 2009, su sfadb.com. URL consultato il 26 marzo 2019.
325. ↑   STS-132 MCC Status Report #01, su nasa.gov, NASA. URL consultato il 15 maggio 2010 (archiviato dall'url originale il 17 maggio 2010).
326. 1 2  (EN) 2010 Nebula Award, su nebulas.sfwa.org. URL consultato il 31 maggio 2020.
327. ↑  
 (EN) Nebula Award Ceremony Highlights - May 15, 2010, su YouTube, 15 dicembre 2014. URL consultato il 31 maggio 2020.
328. ↑  (EN) Isfdb - Best Novel Nebula Award 2010, su isfdb.org. URL consultato il 26 marzo 2019.
329. ↑  (EN) Nebula Awards Best Novel 2010, su nebulas.sfwa.org. URL consultato il 26 marzo 2019.
330. ↑  (EN) Sfadb - Nebula Awards Best Novel 2010, su sfadb.com. URL consultato il 26 marzo 2019.
331. 1 2  (EN) 2011 Nebula Award, su nebulas.sfwa.org. URL consultato il 1º aprile 2020.
332. ↑  (EN) Isfdb - Best Novel Nebula Award 2011, su isfdb.org. URL consultato il 26 marzo 2019.
333. ↑  (EN) Nebula Awards Best Novel 2011, su nebulas.sfwa.org. URL consultato il 26 marzo 2019.
334. ↑  (EN) Sfadb - Nebula Awards Best Novel 2011, su sfadb.com. URL consultato il 26 marzo 2019.
335. 1 2  (EN) 2012 Nebula Award, su nebulas.sfwa.org. URL consultato il 2 aprile 2020.
336. ↑  (EN) Isfdb - Best Novel Nebula Award 2012, su isfdb.org. URL consultato il 26 marzo 2019.
337. ↑  (EN) Nebula Awards Best Novel 2012, su nebulas.sfwa.org. URL consultato il 26 marzo 2019.
338. ↑  (EN) Sfadb - Nebula Awards Best Novel 2012, su sfadb.com. URL consultato il 26 marzo 2019.
339. 1 2  (EN) 2013 Nebula Award, su nebulas.sfwa.org. URL consultato il 27 maggio 2022.
340. ↑  (EN) Isfdb - Best Novel Nebula Award 2013, su isfdb.org. URL consultato il 26 marzo 2019.
341. ↑  (EN) Nebula Awards Best Novel 2013, su nebulas.sfwa.org. URL consultato il 26 marzo 2019.
342. ↑  (EN) Sfadb - Nebula Awards Best Novel 2013, su sfadb.com. URL consultato il 26 marzo 2019.
343. ↑  (EN) Isfdb - Best Novel Nebula Award 2014, su isfdb.org. URL consultato il 26 marzo 2019.
344. ↑  (EN) Nebula Awards Best Novel 2014, su nebulas.sfwa.org. URL consultato il 26 marzo 2019.
345. ↑  (EN) Sfadb - Nebula Awards Best Novel 2014, su sfadb.com. URL consultato il 26 marzo 2019.
346. ↑  (EN) Isfdb - Best Novel Nebula Award 2015, su isfdb.org. URL consultato il 26 marzo 2019.
347. ↑  (EN) Nebula Awards Best Novel 2015, su nebulas.sfwa.org. URL consultato il 26 marzo 2019.
348. ↑  (EN) Sfadb - Nebula Awards Best Novel 2015, su sfadb.com. URL consultato il 26 marzo 2019.
349. ↑  (EN) Isfdb - Best Novel Nebula Award 2016, su isfdb.org. URL consultato il 26 marzo 2019.
350. ↑  (EN) Nebula Awards Best Novel 2016, su nebulas.sfwa.org. URL consultato il 26 marzo 2019.
351. ↑  (EN) Sfadb - Nebula Awards Best Novel 2016, su sfadb.com. URL consultato il 26 marzo 2019.
352. ↑  (EN) Isfdb - Best Novel Nebula Award 2017, su isfdb.org. URL consultato il 26 marzo 2019.
353. ↑  (EN) Nebula Awards Best Novel 2017, su nebulas.sfwa.org. URL consultato il 26 marzo 2019.
354. ↑  (EN) Sfadb - Nebula Awards Best Novel 2017, su sfadb.com. URL consultato il 26 marzo 2019.
355. ↑  (EN) Isfdb - Best Novel Nebula Award 2018, su isfdb.org. URL consultato il 26 marzo 2019.
356. ↑  (EN) Nebula Awards Best Novel 2018, su nebulas.sfwa.org. URL consultato il 26 marzo 2019.
357. ↑  (EN) Sfadb - Nebula Awards Best Novel 2018, su sfadb.com. URL consultato il 26 marzo 2019.
358. ↑  (EN) isfdb - Best Novel Nebula Award 2019, su isfdb.org. URL consultato il 30 maggio 2019.
359. ↑  (EN) Sfadb - Nebula Awards Best Novel 2019, su sfadb.com. URL consultato il 30 maggio 2019.
360. ↑  (EN) Julie Muncy, Here Are the Winners of the 2020 Nebula Awards, su io9.gizmodo.com, 31 maggio 2020. URL consultato il 9 maggio 2021.
361. ↑  (EN) Nebula Awards 2020, su sfadb.com. URL consultato il 9 maggio 2021.
362. ↑   Martha Wells vince il Premio Nebula 2020, su fantascienza.com, 7 giugno 2021. URL consultato il 7 giugno 2021.
363. ↑  (EN) Vanessa Diaz, Meet the winners of the 56th annual Nebula Awards, su bookriot.com, 7 giugno 2021. URL consultato il 7 giugno 2021.
364. ↑   Chi ha vinto i Premi Nebula 2021, su fantascienza.com, 23 maggio 2022. URL consultato l'8 giugno 2022.
365. ↑  (EN) Meet the winners of the 57th annual Nebula Awards, su bookriot.com, 23 maggio 2022. URL consultato l'8 giugno 2022.
366. ↑   2022 Nebula Awards, su nebulas.sfwa.org. URL consultato il 25 settembre 2024.
367. ↑   2024 Nebula Awards, su nebulas.sfwa.org. URL consultato il 15 agosto 2025.